# Himachal Pradesh
Le Himachal Pradesh (en hindi : हिमाचल प्रदेश, himācal pradeś, ) est un État du Nord-Ouest de l’Inde. Territoire de l'Union en 1950, le Himachal Pradesh est devenu le dix-huitième État de la République indienne en 1971. Sa capitale, Shimla, fut pendant près d'un siècle la capitale d'été du Raj britannique.
Sa superficie est de 55 673 km2, il est encadré par les territoires de l'union indienne du Jammu-et-Cachemire et Ladakh au nord, et par les États indiens du Pendjab à l'ouest, du Haryana et de l'Uttar Pradesh au sud, de l'Uttarakhand au sud-est et par le Tibet (région de la Chine) à l'est. Situé dans l'ouest de l'Himalaya, son altitude est comprise entre 450 et 7 000 mètres. L'État est drainé par les rivières Chenab, Ravi, Beas, Sutlej et Yamuna.
La signification littérale de Himachal Pradesh est « province des montagnes enneigées »[réf. souhaitée]. Les premières traces de peuplement remontent à 40 000 ans alors que l'implantation de populations indo-aryennes remonte à −1 500 ans. Plus récemment, la région fut sous la domination des Moghols, des Gurkhas, des Sikhs et des Britanniques avant l'intégration dans l'Union indienne.
Son réseau hydraulique important lui permet de fournir de l'électricité aux États du Nord du pays grâce au barrage de Pandoh ainsi qu'au barrage de Karcham Wangtoo. L'agriculture et le tourisme sont les autres secteurs économiques importants.
En 2011, le Himachal Pradesh comptait 6 856 509 habitants dont 95 % d'hindous.

## Histoire
L'histoire de ce qui constitue actuellement le Himachal Pradesh, remonte à la période de la civilisation de l'Indus (−3 000 à −1 800) dont les populations s'installèrent dans les contreforts de l'Himalaya.
Les aryens seraient arrivés progressivement pendant la période védique (-1500 à - 500), se seraient installés dans les vallées les plus fertiles et auraient assimilé les populations indigènes, à moins qu'elles ne fussent assimilées elles-mêmes. Ils auraient constitué de petits États indépendants et plus ou moins rivaux, les janpadas.
Ce morcellement fut la situation qui prévalut jusqu'en 1849, avec quelques interruptions lorsque des dynasties indiennes puissantes réussirent à imposer une unité dans ces territoires aux marges, que le relief rendait peu accessibles. C'est ainsi que les Mauryas (-321 à - 185) contrôlèrent la région, en témoigne la stèle d'Ashoka qui se dresse dans la vallée de Kullu, puis les Guptas (320 à 540) et l'empereur Harsha (VIIe siècle).

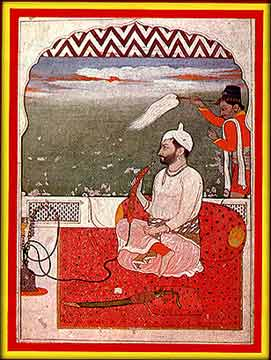
Samsar Chand (1775-1823), prince de Kangra

Au début du deuxième millénaire, des armées musulmanes venant d'Asie centrale pratiquèrent des razzias particulièrement sanglantes dans tout le nord de l'Inde : Mahmud de Ghazni détruisit Kangra en 1009 et Tamerlan mit le pays à sac en quelques mois en 1398.
La présence de l'Empire moghol se fit légèrement sentir au XVIe siècle, mais dès le XVIIe siècle recommencèrent les luttes intestines entre princes locaux. Le plus notable d'entre eux, Samsar Chand (1775-1823), grand protecteur des arts, étendit sa domination sur Kangra, Chamba, Suket, Mandi, Bilaspur, Guler, Jaswan, Siwan et Datarpur, c'est-à-dire tout l'ouest du Himachal Pradesh. Lors de leur expansion, les Gurkhas l'obligèrent à se retrancher dans le fort de Kangra dont il ne fut délivré que quatre ans plus tard par le maharaja sikh Ranjit Singh. Celui-ci profita de ce succès pour établir son autorité sur les principautés de la région ce qui amena les souverains locaux à s'allier aux Britanniques lors de la Seconde Guerre anglo-sikh (1848-1849).
Vainqueurs, les Anglais ne restituèrent pas leurs possessions aux princes, lesquels semblèrent s'accommoder de l'autorité du colonisateur. Ils lui apportèrent même une aide en matériel et en hommes lors de la Première Guerre mondiale. Cependant, ce conflit marqua un changement dans l'attitude des Himachalis. Une opposition se fit jour qui contesta autant la présence britannique que les potentats indiens qui maintenaient la population dans une situation semi-féodale.
Du déclin de l'Empire moghol, au milieu du XVIIe siècle, jusqu'au début des années 1840, les territoires à prédominance bouddhistes (Lahaul et Spiti) furent sous la domination des souverains du Ladakh.
L'histoire du Himachal Pradesh à proprement parler commença en 1948 lorsqu'un État de catégorie C fut créé par la réunion de trente principautés, représentant une superficie de 27 000 km2. En 1956 il prit de statut de Territoire de l'Union, directement administré par le gouvernement fédéral. On lui adjoignit le territoire de Kangra et les régions montagneuses du Pendjab en 1966. Enfin, c'est en 1971 que le Himachal Pradesh devint un État à part entière avec à sa tête Y.S. Parmar qui avait toujours milité pour l'accession à ce statut.

## Géographie
D'après la théorie de la tectonique des plaques, l'Himalaya est le résultat de la collision de la plaque indienne et de la plaque eurasienne. Le Himachal Pradesh est situé dans sa partie occidentale, entre 30°22' et 30°12' de latitude nord et 75°47' et 79°4' de longitude est. Il couvre une surface de 55 780 km2.

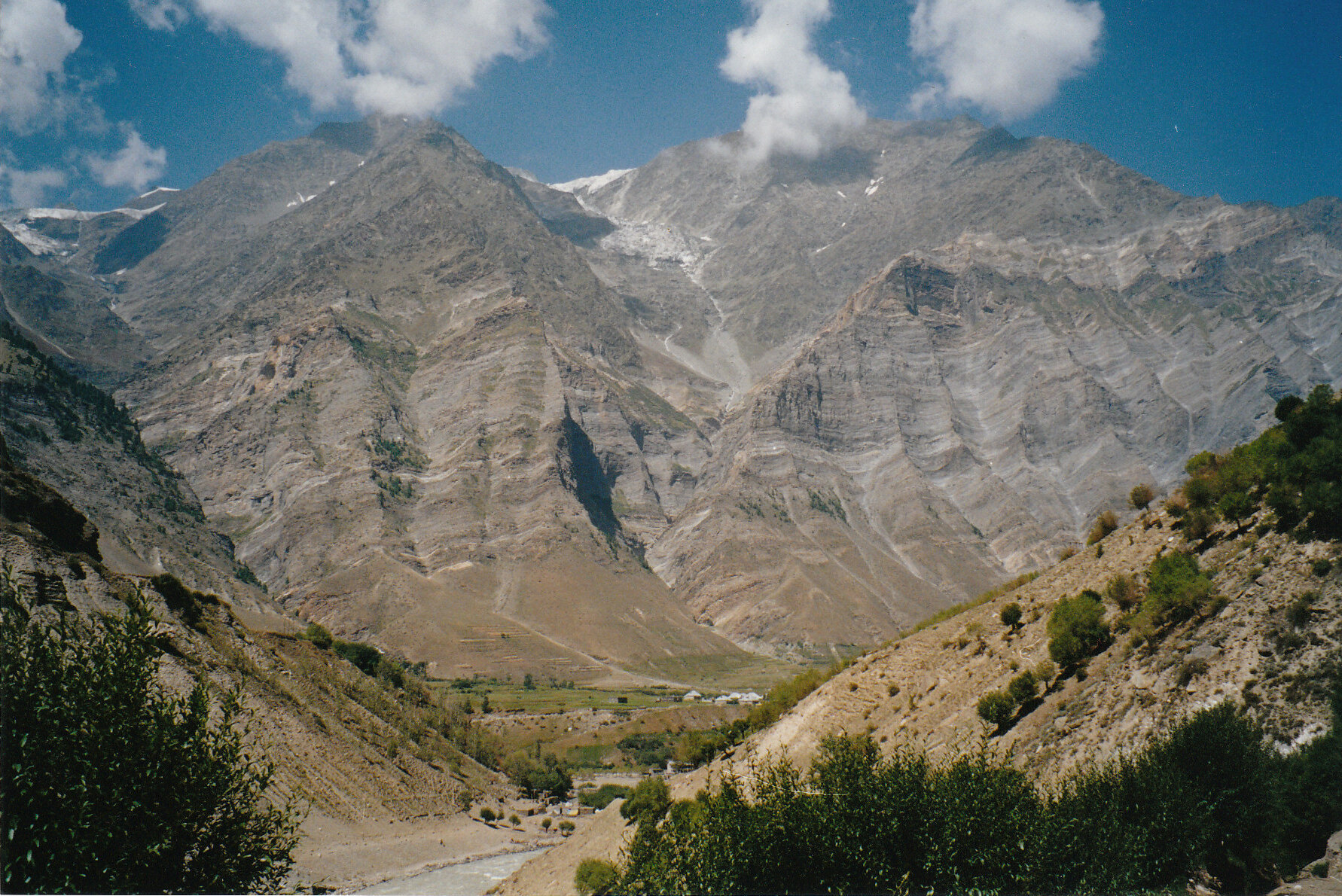
Vallée de la Chenab (Lahaul et Spiti).

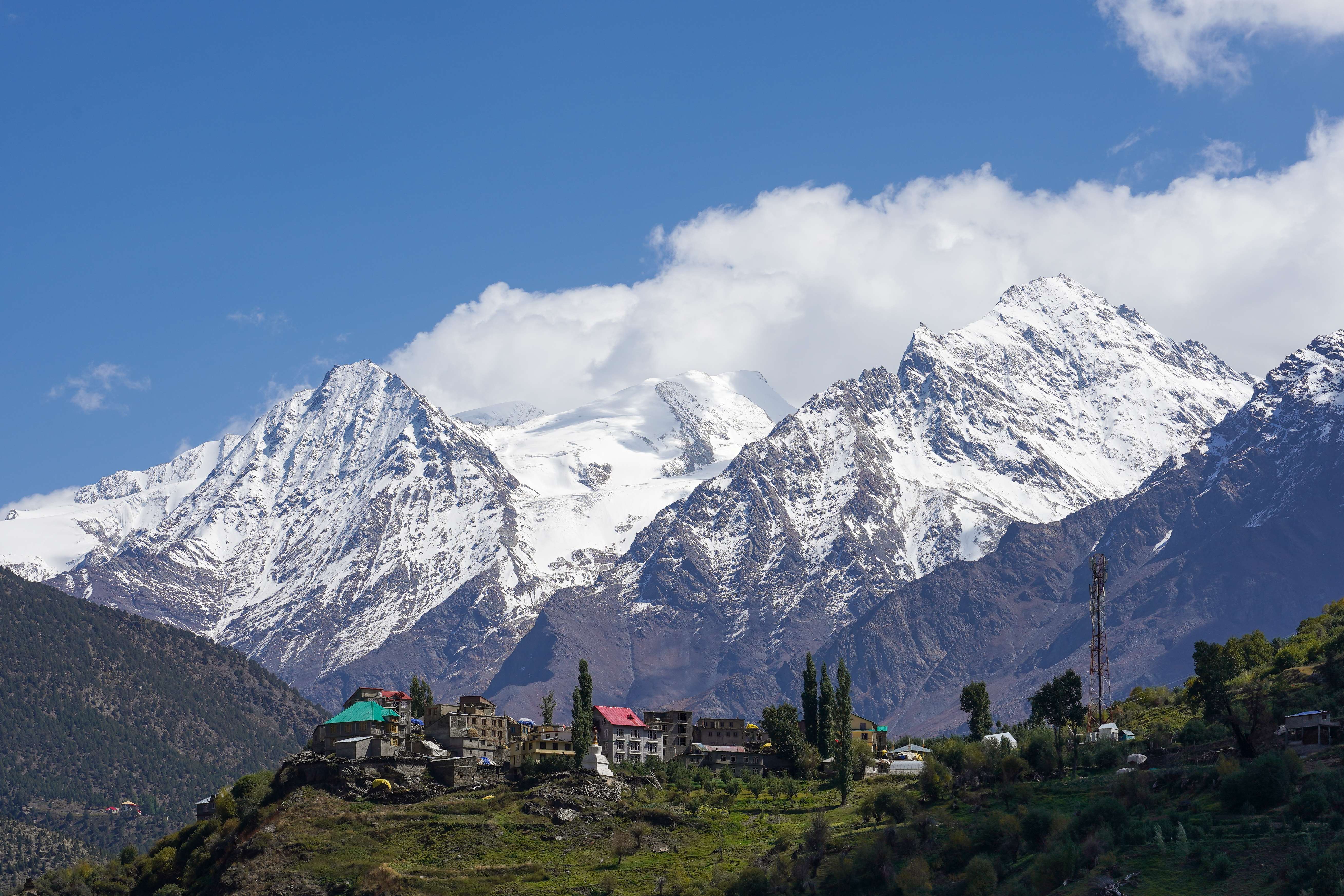
Le village de Kardang près de Keylong dans l'Himachal Pradesh.

État montagneux dont l'altitude est comprise entre 350 et 7 000 mètres, il est constitué de plusieurs zones séparées par des chaînes de montagnes orientées nord-ouest/sud-est. Du sud au nord et des plus basses aux plus élevées, on rencontre :
- les Siwaliks, culminant à 1 200 m ;
- le massif du Dhaula Dhar, entre les rivières Ravi et Beas (3 500 à 5 500 m) ;
- la chaîne Pir Panjal ou Moyen Himalaya, entre les rivières Chenab et Ravi (4 500 à 6 000 m ;
- le Grand Himalaya (6 700 m) ;
- le Zanskar, séparation entre le Tibet et le Himachal Pradesh (7 000 m).

Le réseau fluvial, descendant de l'Himalaya, reçoit l'eau provenant de la fonte des neiges et des glaciers qui lui assure un flot continu tout au long de l'année. Il alimente l'Indus et le Gange. Les cinq rivières les plus importantes sont :
- la Chenab ou Chandrabhaga formée par la confluence de la Bhaga et de la Chandra. Elle s'écoule vers le sud-ouest sur 1 100 km dont 122 km en Himachal Pradesh. C'est le cours d'eau le plus important quant au débit ;
- la Ravi prend sa source dans le Bara Bangal. Elle s'écoule vers l'ouest puis vers le sud-ouest sur 640 km dont 150 km en Himachal Pradesh ;
- la Beas prend sa source dans la chaîne Pir Panjal au col de Rohtang. Elle s'écoule vers l'ouest sur 470 km pour se jeter dans la Sutlej ;
- la Sutlej prend sa source au Tibet, près du mont Kailash. Elle s'écoule vers le sud-ouest sur 1 450 km dont 320 km en Himachal Pradesh. C'est le plus important affluent de l'Indus ;
- la Yamuna prend sa source à Yamumotri dans l'Uttarakhand voisin. Elle s'écoule vers le sud-est sur 1 370 km. C'est le principal affluent du Gange[6].

La construction de barrages sur ces rivières a donné naissance à des lacs artificiels tels celui de Maharana Pratap sur la Beas (450 km2) ou celui de Gobind sur la Sutlej (170 km2). Les lacs naturels sont de dimensions plus modestes, mais nombre d'entre eux sont situés à des altitudes importantes, comme celui de Manimahesh dans le district de Chamba à 4 080 mètres.
Le Bara Shigri est le plus grand glacier du Himachal Pradesh. Mesurant 25 km de long et 3 km de large, il alimente la Chenab. On peut également citer le Chandra, le Chandra Nahan, le Bhadal et le Lady of Keylong.
Le climat varie en fonction de l'altitude, passant de chaud et subtropical dans le Sud à extrêmement froid dans les régions de haute montagne du Nord et de l'Est. Dharamsala reçoit 3 500 mm de pluie annuellement alors que la région de Spiti est très sèche avec seulement 50 mm par an. De façon générale, le Himachal Pradesh connaît trois saisons : la saison chaude, la saison froide et la mousson. Pendant l'été, de mi-avril à la fin du mois de juin, il fait chaud, sauf dans les régions élevées, avec des températures allant de 28 à 32 °C. Les pluies commencent à la fin du mois de juin et se prolongent en juillet et août. Elles causent une forte érosion et provoquent parfois des inondations et des glissements de terrain. L'hiver est rude et de la fin du mois de novembre à la mi-mars, les chutes de neige sont fréquentes au-dessus de 2 200 m.

## Flore et faune

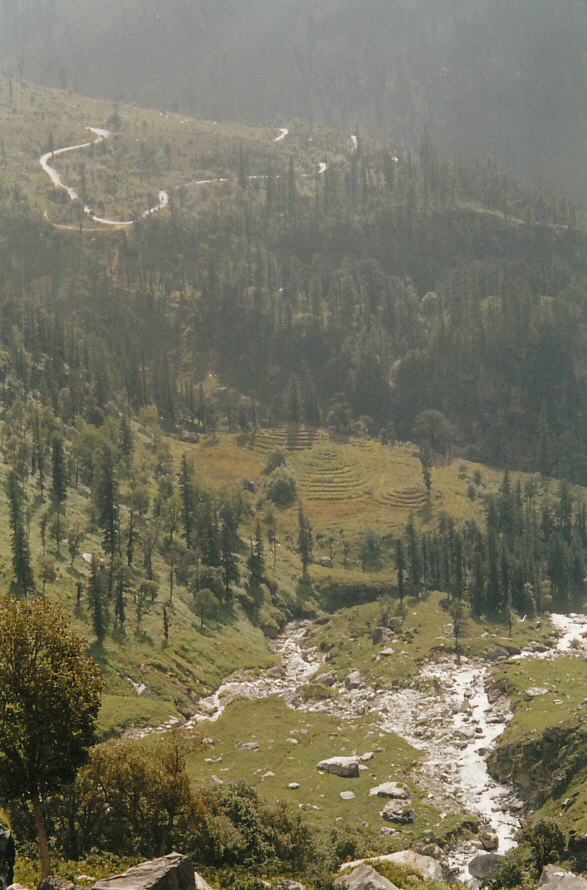
Paysage alpestre dans la vallée de Kullu

Selon le rapport de 2003 de l'Observatoire indien de la forêt, 66 % de l'État est classé en zone forestière, cependant la forêt proprement dite ne couvre que 26 % du territoire.
La faune et la flore varient selon le climat, les précipitations, l'altitude et le sol. Dans la partie méridionale de faible altitude au climat tropical et subtropical, se développe une forêt humide de feuillus où dominent les sals (Shorea robusta), les seshams ou bois de rose (Dalbergia sissoo), ainsi que les pins chir (Pinus roxburghii). Dans les régions tempérées poussent les chênes, les cèdres de l'Himalaya, les pins bleus, les sapins et les épicéas. Dans les régions plus élevées, les arbres sont vigoureux avec un vaste réseau des racines : aulnes, bouleaux et rhododendrons qui fleurissent à flanc de coteaux aux alentours de Shimla de mars à mai. Les vergers sont nombreux et ont valu au Himachal Pradesh l'appellation de « corbeille de fruits » du pays.
Les prés et les pâturages occupent les pentes raides, tandis que les glaïeuls, les œillets, les soucis, les roses, les chrysanthèmes, les tulipes et les lis sont soigneusement cultivés : le gouvernement de l'État s'emploie à faire de Himachal Pradesh le « panier de fleurs » du monde.
Le Himachal Pradesh abrite une grande variété d'animaux : léopards, gorals, moschidaes ou cerfs porte-musc et lophophorus, ces deux derniers étant les emblèmes de l'État. Il a deux parcs nationaux et 32 réserves naturelles couvrant un total de 7 002 km2. Le parc national du Grand Himalaya à Kullu a été créé pour conserver la flore et la faune de l'Himalaya, alors que le parc national de Pin Valley protège la flore et la faune du désert froid.

## Politique

### Résultat des élections législatives fédérales de 2009
Le Himachal Pradesh envoie quatre députés à la Lok Sabha (Chambre des députés au niveau fédéral).
- Bharatiya Janata Party (BJP-nationalistes) : 49,58 % (3 sièges)
- Congrès national indien (Parti du Congrès-centristes) : 45,61 % (1 siège)
- Bahujan Samaj Party (BSP-intouchables) : 1,59 %

### Gouvernement de l'État
L'assemblée législative du Himachal Pradesh, Vindhan Sabha, compte 68 membres élus au suffrage universel pour un mandat de 5 ans. Le ministre en chef (Chief Minister), issu du parti ou de la coalition majoritaire, est nommé par le gouverneur de l'État.
Le Parti national du Congrès (INC) et le Bharatiya Janata Party (BJP) alternent au pouvoir, aucune troisième force n'ayant jamais émergé. En 2003 les élections législatives de l'État sont remportées par l'INC et Virbhadra Singh devient ministre en chef. Mais en décembre 2007 le BJP remporte une victoire écrasante avec 41 sièges contre 23 à l'INC ; Prem Kumar Dhumal est nommé ministre en chef.

### Organisation administrative
Le Himachal Pradesh est divisé en douze districts :
- Bilaspur
- Chamba
- Hamirpur
- Kangra
- Kinnaur
- Kullu
- Lahul et Spiti
- Mandi
- Shimla
- Sirmaur
- Solan
- Uni

La démocratie locale est assurée par les 2 757 panchayats.

## Économie
La planification économique s'est mise en place dans le Himachal Pradesh en 1948 comme dans l'ensemble de l'Inde. On lui attribua 52,7 millions de roupies dont plus de la moitié fut utilisée pour la construction de routes indispensables au développement, la population vivant pour une part importante dans des zones enclavées. Actuellement, le Himachal Pradesh se place au 4e rang en Inde pour le revenu par habitant.

### Agriculture
C'est le premier secteur économique, elle contribue pour plus de 45 % au produit intérieur de l'État (Inde : 24 %). C'est la source principale de revenu et elle fournit un emploi direct à 71 % de la population.

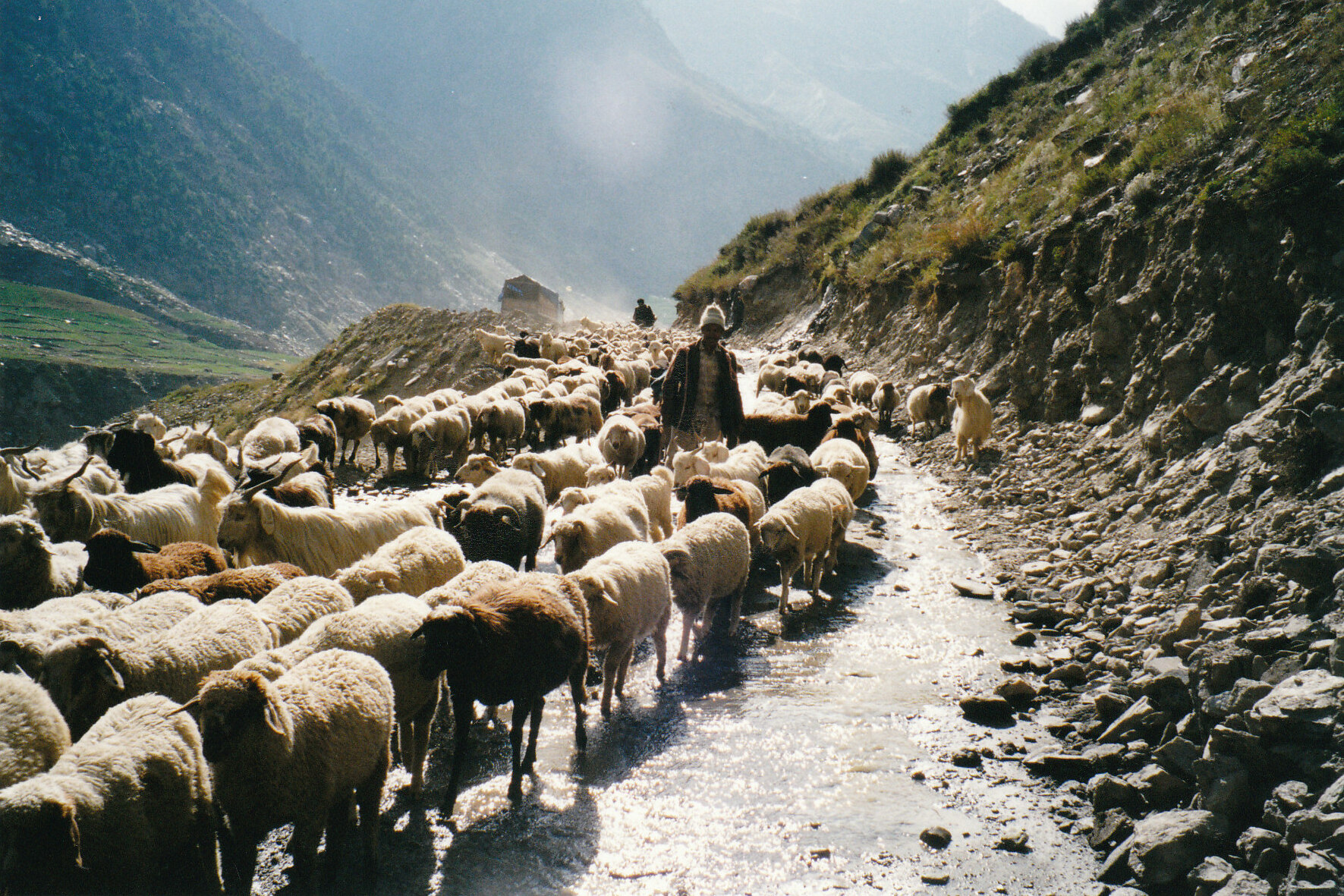
Berger et son troupeau sur les pentes de la chaîne Pir Panjal.

Les céréales les plus cultivées sont le blé, le maïs, le riz et l'orge ainsi que les pommes de terre, mais leur production ne couvre pas les besoins de l'État. Les légumes, le thé, les olives, les figues, le houblon, les champignons, les pistaches, les herbes médicinales, les fleurs, les fruits et surtout les pommes sont les cultures de rapport les plus répandues.
Le petit élevage domestique apporte une contribution appréciable aux revenus des fermiers. Sur les pentes des monts Dhaula Dar et Pir Panjal, des bergers élèvent d'importants troupeaux d'ovins et de caprins qu'ils mènent en transhumance deux fois par an. Ceux de la vallée de Chamba, les Gaddis, ont développé une culture particulière.
En 1954, 1972 et 1974 le gouvernement a procédé à une réforme agraire qui a permis de redistribuer une partie des grandes propriétés aux paysans sans terre ; 450 000 familles sur 500 000 sont ainsi devenues propriétaires d'au moins un hectare de terrain. Les petites exploitations constituent 84 % des propriétés.
Mais les surfaces cultivables, 9 990 km2 soit 15 %, sont insuffisantes et ne peuvent être étendues, les terrains situés à flanc de montagne ne pouvant être cultivées sous peine de favoriser l'érosion des sols.

### Industrie et artisanat
Le secteur industriel est peu développé, il ne contribue que pour 14 % au produit intérieur de l'État (Inde : 27 %). Cela s'explique par la faiblesse des moyens de transport, le manque de ressource minière, l'absence d'entrepreneur et la prégnance du secteur artisanal. Les autorités ont mis en place une politique incitative avec des mesures telles que l'attribution de terrains, l'exemption de taxes ou l'équipement de zones industrielles. Ces mesures ont permis l'installation d'entreprises fabriquant de l'outillage agricole, de la térébenthine et des résines à Nāhan, des engrais, de la bière et des alcools à Solan, du ciment à Rājban, des conserves de fruits à Parwānoo. En outre, l'absence de pollution atmosphérique est favorable à l'industrie de précision (montre, matériel médical) et électronique (téléviseur, magnétoscope).
Mais le principal atout du Himachal Pradesh sont ses ressources hydroélectriques abondantes. Elles ont permis l'électrification de tous les villages et représentent 25 % de la production nationale. La production en 2005 était de 6 007 MW pour un potentiel estimé de 21 000 MW.
Le Himachal Pradesh a une riche tradition artisanale : châles en laine et en pashmînâ (duvet de chèvre), tapis, articles en métal et en argent, sandales brodées et chaussure en chanvre, miniatures de l'école de Kangra, travail du bois pour les fenêtres, portes et balcons, bracelets de crin, ustensiles ménagers en bois ou en métal. La production artisanale est en déclin du fait de la concurrence des articles manufacturés et du manque de réseau de commercialisation. Cependant, depuis quelques années, la corporation de l'artisanat dans le Himachal Pradesh soutient la transmission de ce savoir-faire traditionnel et on remarque une augmentation de la demande de ces articles de grande qualité.

### Services
Le gouvernement de l'État a mis en place une politique active de développement des technologies de l'information et de la communication, secteur essentiel tant du point de vue de la production que de son utilisation. Les autorités facilitent l'installation d'entreprises évoluant dans ce domaine en les exemptant de taxes et en créant des zones d'activité, telles celle de Solan. L'utilisation des TIC est tout aussi importante car c'est un facteur essentiel de désenclavement, donc de croissance économique. C'est pourquoi le gouvernement développe l'accès de la population au réseau internet. Il a également mis en place un portail présentant non seulement l'organisation des institutions gouvernementales et leurs actions (réglementations, subventions, instances juridiques) mais offrant aussi de nombreux services aux citoyens : résultats aux examens, conseils juridiques, listes des établissements scolaires et médicaux, paiement à distance... La publication de ces informations a également l'avantage d'améliorer la transparence des activités des organismes publics et parapublics. C'est ainsi que selon l'analyse conduite en 2005 par Transparency International, le Himachal Pradesh se classe en second des États les moins corrompus du pays après le Kerala.
Le tourisme est également un secteur en forte croissance.

### Transport
Le développement des infrastructures de transport est freiné par la géographie de l'État. Cependant des progrès significatifs ont été accomplis depuis les dernières décennies.

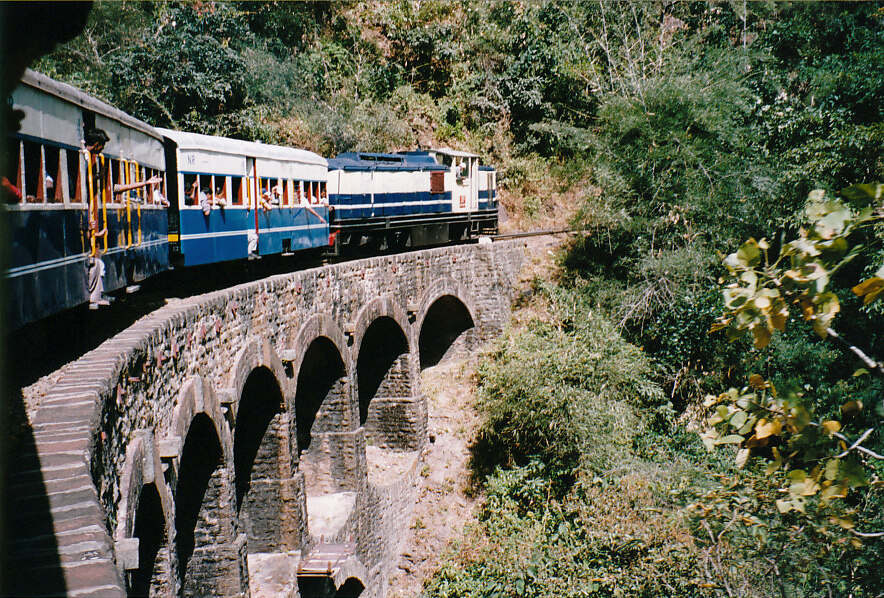
Le train reliant Shimla à Kalka sur l'un des 864 ponts de la ligne

La route est le principal moyen de transport en Himachal Pradesh. Le réseau routier, le plus dense de tous les États montagneux indiens, est passé de 288 km en 1948, à 23 788 km en 2007 ; il relie toutes les villes importantes. Quelques routes doivent être fermées en hiver et pendant la mousson à cause des chutes de neige et des glissements de terrain.
Le réseau ferroviaire n'a pas évolué depuis 1947. Il ne compte que deux lignes à voies étroites, la première reliant Pathankot à Jogindernagar dans l'ouest, et la seconde reliant Kalka à Shimla dans le sud. La construction de cette dernière fut décidée pour faciliter le déménagement annuel de l'administration britannique vers Shimla, capitale d'été du Raj à partir de 1864. Malgré les difficultés techniques (relief, nature des sols) les 96 km furent construits en deux ans, nécessitant 103 tunnels et 864 ponts. Actuellement, le train du vice-roi compense sa lenteur - il faut de quatre à cinq heures pour parcourir le trajet - par la beauté des paysages qu'il permet d'admirer.
Le Himachal Pradesh compte trois aéroports accueillant des vols intérieurs : Shimla, Bhuntar desservant Kullu et Gaggal desservant Kangra.

## Culture
Les difficultés d'accès et le cloisonnement des vallées ont préservé pendant longtemps le Himachal Pradesh des envahisseurs (Grecs, Turcs, Moghols, Persans, Afghans) et lui ont permis de conserver sa culture et son mode de vie. Cependant les évolutions technologiques modifient la situation rapidement.
Le Himachal Pradesh est un État multiconfessionnel, multiculturel et multilingue comme de nombreux États indiens. Les langues les plus parlées sont le hindi, le pendjabi et surtout les langues paharis, pahari signifiant langue des populations des montagnes. Ce sont un ensemble de langues parlées dans tout le moyen Himalaya, celles de la partie occidentale sont très proches du pendjabi. On peut citer le mirpuri, le kangri, le kullu pahari, le mandeali, le chambeali, le dogri etc. Les populations des districts de Lahaul et Spiti et de Kinnaur, proches du Tibet, parlent des langues tibéto-birmanes.

### Miniaturespaharietrumal

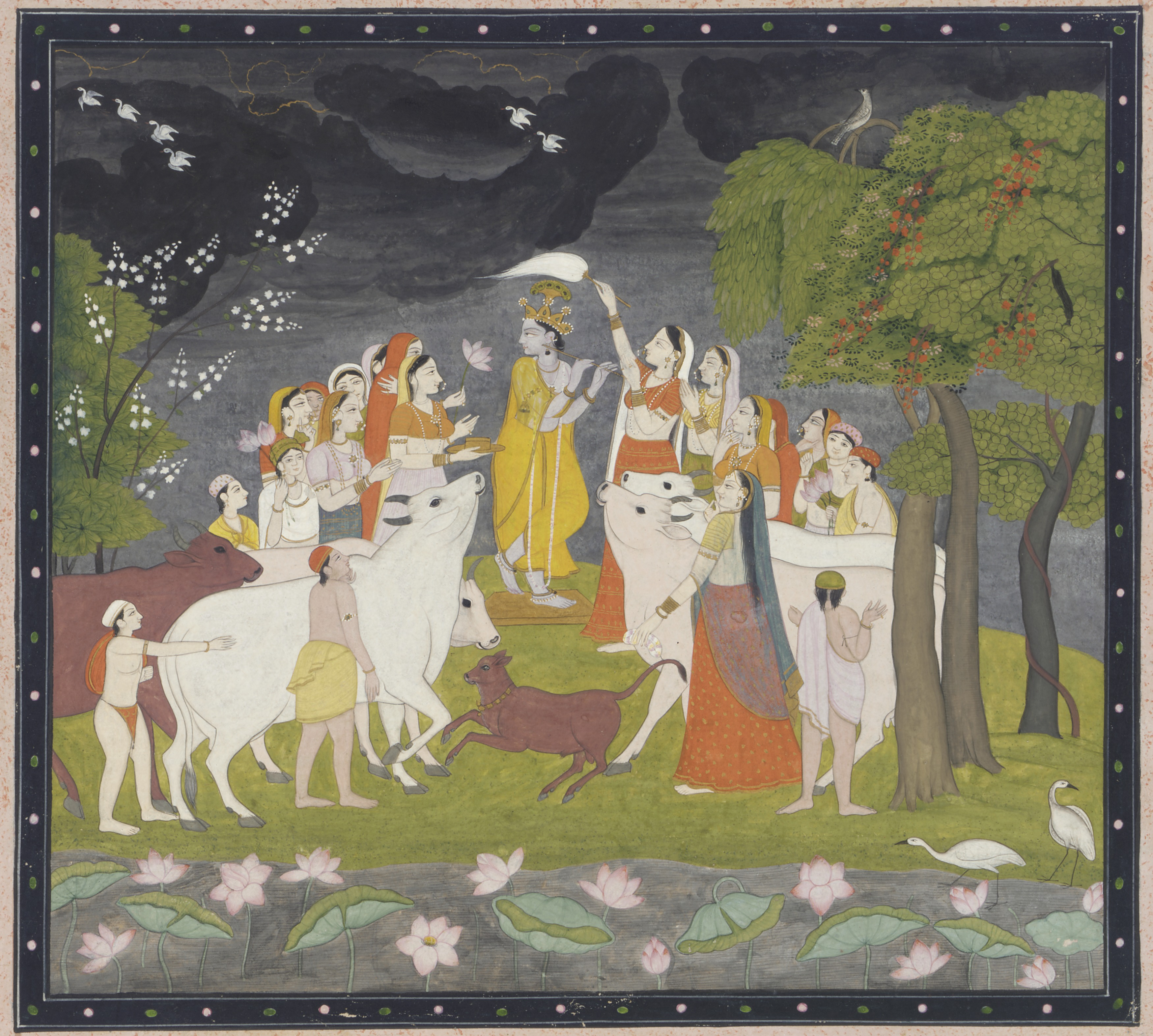
Krishna à la flûte

Aux XVIIe siècle et XVIIIe siècle, les souverains de Kangra et Bahsoli accordent leur protection aux artistes locaux et à ceux de Delhi chassés par l'intolérant Aurangzeb. Ceci favorise l'éclosion d'écoles de miniatures de style Pahari également appelées kalam (crayon). La plus réputée d'entre elles, celle de Kangra, atteint son apogée sous le règne de Samsar Chand (1775-1823). D'une grande finesse, les miniatures paharis ont pour thème principal l'amour et s'inspirent du Rāmāyana et de poèmes à Krishna. Le tremblement de terre de 1905 causa de nombreuses pertes, cependant on peut admirer des miniatures paharis au musée Buri Singh de Chamba et au musée du Himachal Pradesh à Shimla.
L'art des rumal (« mouchoir ») se développe à Chamba à partir du XVIIIe siècle avec les mêmes sources d'inspiration que les miniatures. Ces carrés de mousseline de soie ou de coton, sont brodés de fils de soie, d'argent ou d'or par des femmes de l'aristocratie. Ils ont essentiellement un rôle dévotionnel et servent à envelopper les cadeaux, les livres sacrés et les images de dieux échangés lors des mariages.

### Artisanat
Matériau abondant dans le Moyen Himalaya, le bois est utilisé pour la confection de fenêtres, portes et balcons dans lesquels les artisans sculptent des motifs floraux, animaliers ou anthropomorphes. Les essences les plus couramment utilisées sont le cèdre, le déodar, le noyer et le shesham.
Pendant les hivers longs et rigoureux, les populations confinées cardent, filent et tissent la laine et le duvet des chèvres pashminas. Légers, doux et chauds, les châles pashminas sont recherchés. Les motifs qui les ornent varient selon les vallées, à Kinnaur les bordures sont colorées tandis que Kullu se distingue par de grands dessins géométriques.
Les chapeaux de laine ronds à fond plat dont la bordure indique la région d'origine, les chappals de Chamba (sandales de cuir brodées) et les pullans de Kullu (sorte de chausson de chanvre et de poil de chèvre) sont les autres pièces de vêtement caractéristiques du Himachal Pradesh.

### Danses et musique populaires
Les communautés montagnardes du Himachal Pradesh ont une tradition bien vivante de danses populaires :
- les natis sont dansées dans de nombreuses vallées, mais chacune a ses propres caractéristiques ;
- le thoda est une danse d'archers ;
- le dandra est la danse des gaddis, les bergers du district de Chamba ;
- le jhamakada de la vallée de Kangra est dansé uniquement par les femmes.

Ces danses sont accompagnées par des chants et des instruments de musique :
- instruments à corde : ektara, kindari ;
- instruments à vent : turhi, karnal, ransingha, bansuri ;
- percussions : ghariyal, jhangh, chimta, dhol.

Chants et danses sont interprétés lors des fêtes religieuses et traduisent la dévotion des himachalis.

### Cuisine
La nourriture de le Himachal Pradesh est simple, le plus souvent cuite avec du ghee (beurre clarifié). L'aliment de base est le riz, fréquemment accompagné de maahni (haricots sec avec des mangues) ou de madra (lentilles cuites dans du yaourt). Les Himachalis consomment également des pommes de terre et des raves, et depuis quelques années de plus en plus de légumes verts. La cuisine non végétarienne est appréciée et tout particulièrement les tripes de mouton.

### Médias et communication
La presse écrite est bien distribuée et vivante. Le premier journal à avoir été publié est Divya Himachal, il est actuellement tiré à 90 000 exemplaires. Les principaux journaux ayant une édition en Himachal Pradesh sont :
- en hindi : Amar Ujale, Dainik Jagran, Punjab Kesari ;
- en anglais : The Tribune, Punjab Kesari.

L'ensemble de l'État est couvert par les réseaux de radio, télévision, téléphone et internet.

### Personnages célèbres
Le Himachal Pradesh s'enorgueillit d'avoir donné naissance ou d'avoir accueilli de nombreuses célébrités :
- Rudyard Kipling a passé de nombreuses vacances à Shimla dont il fit le décor de plusieurs de ses nouvelles ;
- Anupam Kher, Preity Zinta, Amrish Puri et Prem Chopra, acteurs ;
- Shahid Javed Burki, économiste et ancien vice-président de la Banque mondiale ;
- Satyananda Stokes, introducteur de la culture des pommiers dans la région ;
- Idries Shah, poète, penseur soufi et éditeur ;
- Allan Octavian Hume, ornithologue ;
- Muhammad Zia-ul-Haq, militaire et homme politique pakistanais, président de la république islamique du Pakistan ;
- le 14e dalaï-lama, Tenzin Gyatso, en exil à Dharamsala depuis 1959 ;
- The Great Khali, catcheur.

## Démographie

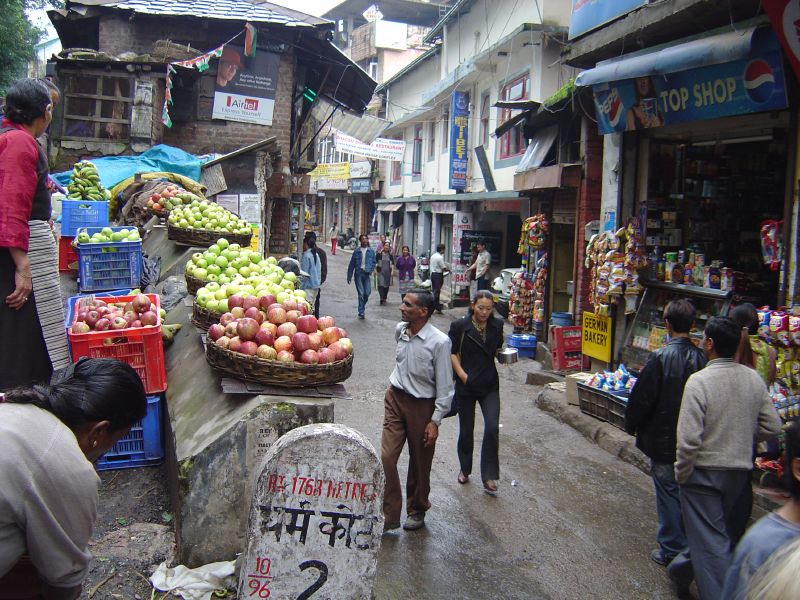
Rue de Mc Leod Ganj, Dharamsala

Avec 6 864 602 habitants pour 55 780 km2, le Himachal Pradesh a une densité de 123 hab./km2.
C'est l'une des plus faibles du pays (324 hab/km2), une grande partie de l'État étant occupée par de hautes montagnes inhabitables.
La population est très faiblement urbanisée (9,8 %).
Shimla est la seule ville importante avec 145 000 habitants, suivie de Solan (34 200 habitants), Mandi (26 900 habitants) et Nahan (26 000 habitants).
Entre 2001 et 2011, la population a augmenté de 12,81 % ce qui est inférieur à la moyenne nationale (17,6 %) et à l'augmentation observée pendant la période précédente (1991-2001 : 17,5 %). Ces chiffres permettent de penser que le Himachal Pradesh a amorcé la stabilisation de sa population.
Comme dans les autres États indiens, sauf le Kerala, le sex-ratio est défavorable aux femmes avec 974 ‰, ce chiffre tombant à 906 ‰ si on considère la population âgée de moins de 7 ans. Cependant ces chiffres sont en légère hausse par rapport à 2001 où ils étaient respectivement de 968 ‰ et 896 ‰.

### Religions

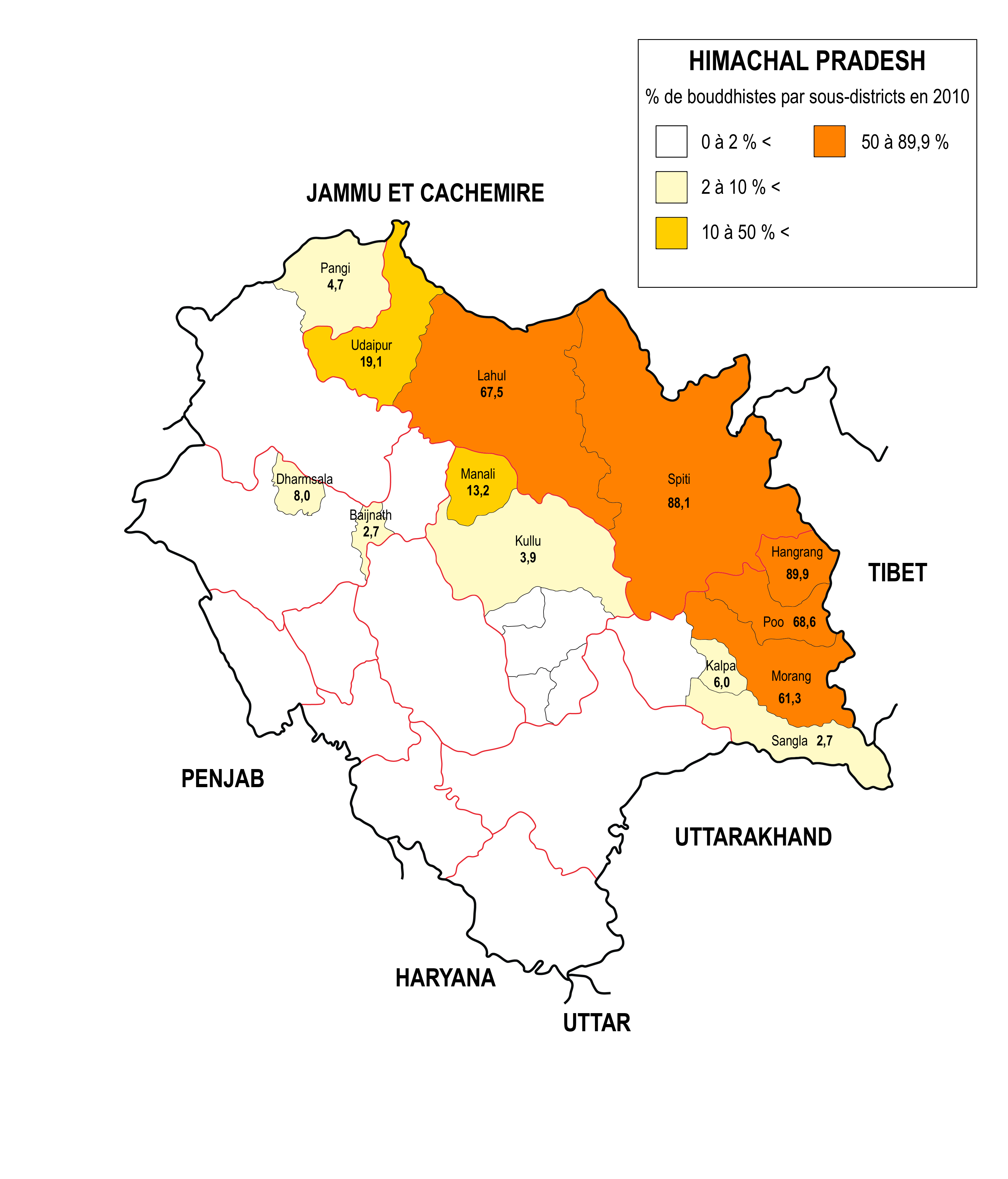
% de bouddhistes par sous-district selon les données du recensement de 2010.

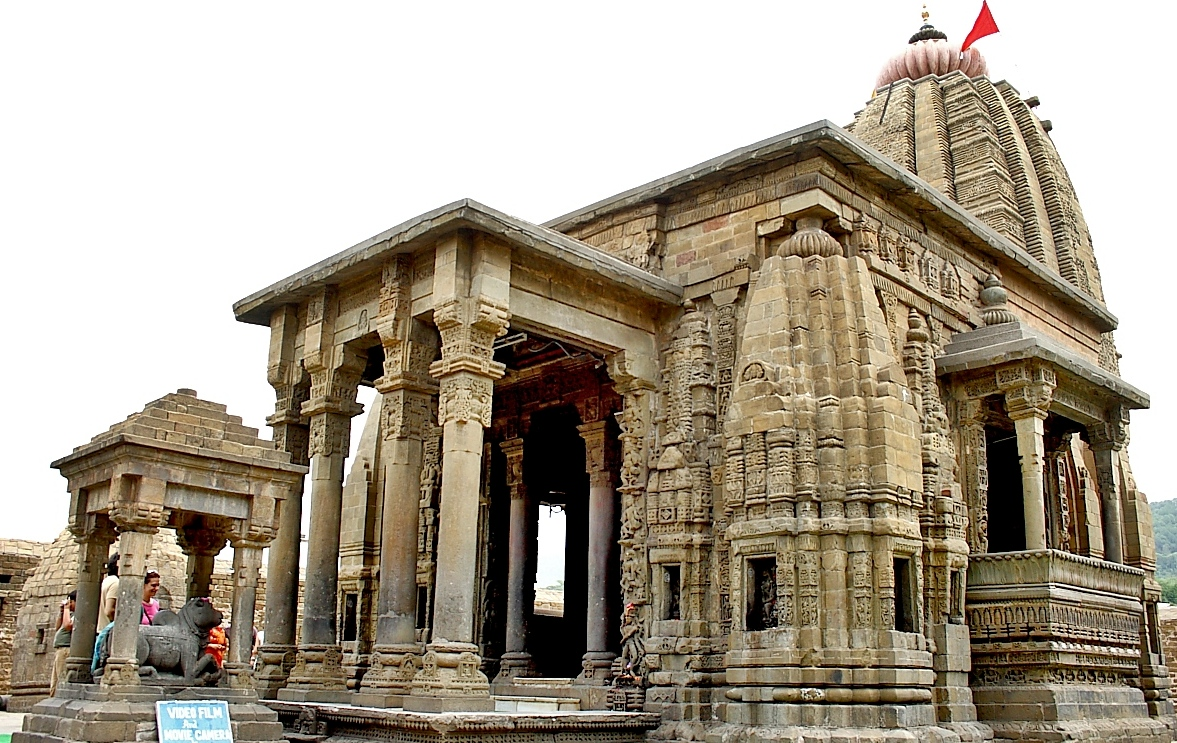
Temple de Baijnath.

Les hindous, 95,5 %, sont très largement majoritaires. Les communautés les plus importantes y sont les brahmanes, les Râjputs, les Kannets, les Rathis et les Kolis. Les musulmans sont peu représentés, 1,94 % contre 13,4 % dans l'ensemble du pays.

#### Bouddhisme et Dharamsala

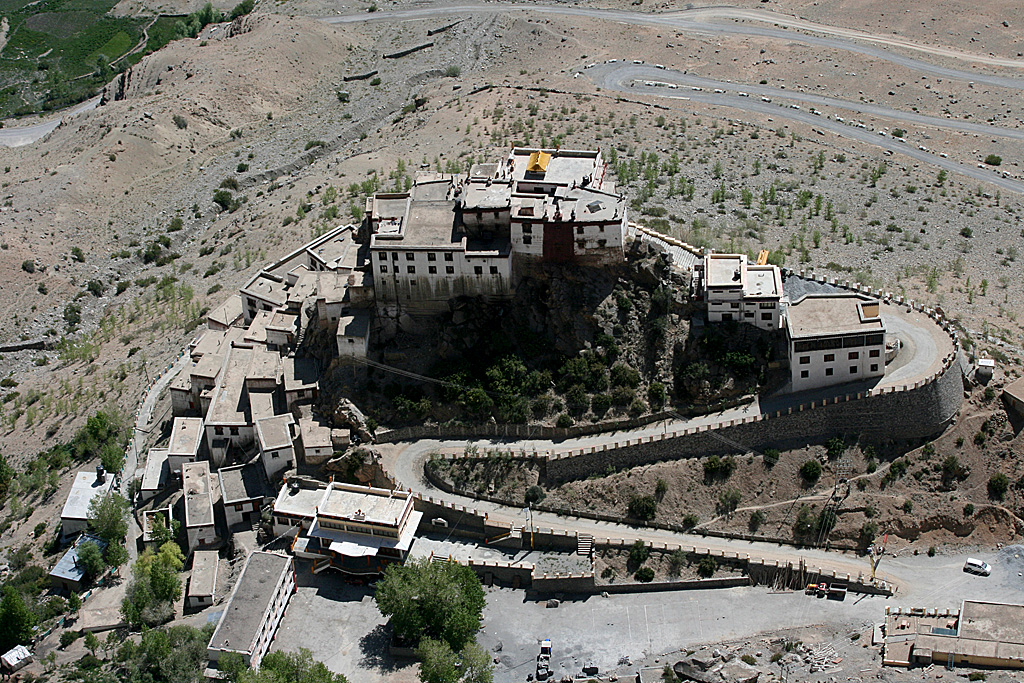
Monastère de Key, Spiti

Les bouddhistes sont relativement nombreux : 75 900 soit 1,25 % de la population Himachali (Inde : 0,8 %), du fait de la présence de populations bouddhistes indigènes dans les districts du Nord (Lahaul & Spiti et Kinnaur) et l'installation de Tibétains à Dharamsala.
Quand le 14e dalaï-lama, Tenzin Gyatso, quitta le Tibet, le Premier ministre indien, Jawaharlal Nehru, l'autorisa à établir un gouvernement tibétain en exil à Dharamsala en 1960. Depuis, environ 10 000 réfugiés tibétains se sont installés dans la ville. La plupart d'entre eux résident dans le haut de Dharamsala, à McLeod Ganj, où ils ont construit des monastères, des temples et des écoles. La ville est parfois appelée le « petit Lhassa », en référence à la capitale tibétaine. Le gouvernement tibétain en exil a son siège à Gangchen Kyishong, situé entre Dharamsala et McLeod Ganj.

### Intouchables et populations tribales
Les intouchables sont 1 500 000 soit 24,7 % (Inde : 16 %).
Parmi les populations tribales (4 %) on peut noter :
- les Kinnauris, bergers bouddhistes installés dans le district de Kinnaur frontalier avec le Tibet. Dans le mariage traditionnel, de moins en moins pratiqué, tous les hommes d'une même fratrie épousent une seule et même femme, à l'instar des frères Pândava du Mahabharata.
- les Lahaulis, installés dans le district de Lahaul voisin du Tibet et du Jammu-et-Cachemire. Majoritairement bouddhistes, ce sont souvent des commerçants, la route reliant les plaines de l'Hindoustan au Tibet et au Ladakh passant par leur territoire. Ils pratiquaient traditionnellement la polyandrie et, contrairement à la plupart des Indiens, sont très ouverts en ce qui concerne le divorce.
- les Gaddis, bergers semi-nomades hindous, pratiquent la transhumance sur les pentes du Dhaula Dhar avec des troupeaux parfois très importants. Les hommes portent une veste de laine épaisse, serrée à la taille, laissant nues les jambes et les cuisses.
- les Pirals transhument avec leurs troupeaux de chèvres, de la région de Kangra en hiver, vers le Lahaul en été.
- les Gujjars, bergers musulmans, pratiquent la transhumance dans le Dhaula Dhar[4].

## Éducation
En 2011 le taux d'alphabétisation, 83,78 % (2001 : 76,48 %), est plus élevé que dans l'ensemble du pays (74,04 %), il est de 90,83 % pour les hommes (Inde : 82,14 %) et de 76,60 % pour les femmes (Inde : 65,46 %),.
Les efforts du Ministère de l'éducation du Himachal Pradesh se portent dans deux directions. La priorité absolue est l'enseignement primaire, et tout particulièrement celui des filles ; la seconde priorité est l'enseignement des technologies de l'information et de la communication qui est accessible dans de nombreuses écoles dès le secondaire.
Le Himachal Pradesh dispose de bons établissements d'enseignement supérieur, tels l'université de Shimla, le National Institute of Technology d'Hamirpur ou encore l'université horticole et forestière Dr Yashwant Singh Parmar à Solan dont l'enseignement et les recherches sont renommés en Inde et dans toute l'Asie.

## Tourisme
La beauté et la variété de ses paysages de moyenne et haute montagne ainsi que ses richesses ethnographiques et architecturales font de le Himachal Pradesh une destination touristique de plus en plus recherchée.

### Shimla

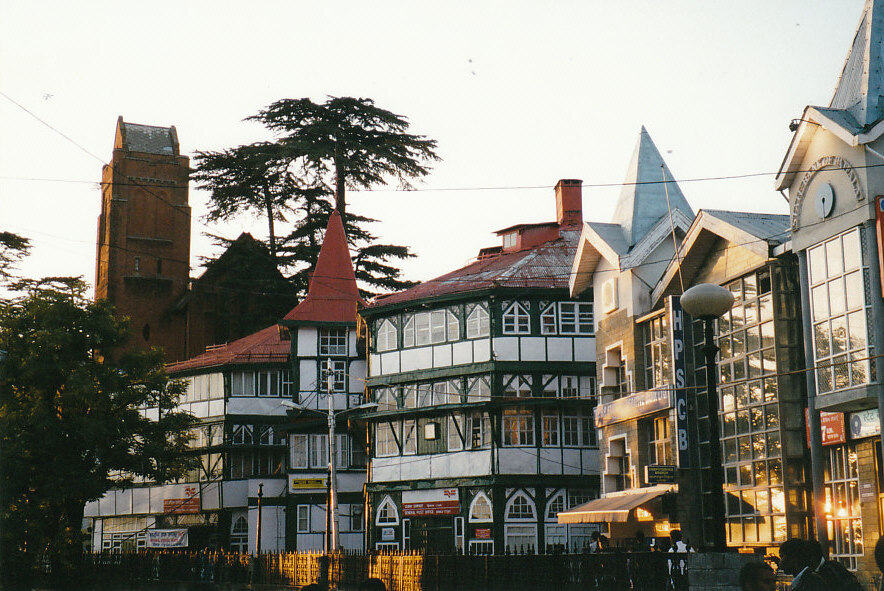
Maisons typiquement anglaises au centre de Shimla

Située à 2 130 m d'altitude, Shimla est la plus célèbre et la plus importante station climatique indienne. La fraîcheur de son climat qui avait séduit des officiers de l'armée britannique dès le début du XIXe siècle, la fit choisir comme capitale d'été à partir de 1864. Les sujets de Sa Majesté en firent une pure création anglaise avec ses cottages élégants et ses imposants manoirs de style Tudor ou géorgien, tels Viceregal Lodge, résidence du vice-roi ou Auckland House, résidence du gouverneur général. On y fit construire une église en 1844, Christchurch, dont les fresques entourant les vitraux furent dessinées par le père de Rudyard Kipling. Aujourd'hui, ces grandes demeures sont occupées par l'administration ou ont été transformées en hôtels de standing.

### Architecture religieuse et vernaculaire
Le Himachal Pradesh compte plus de 6 000 temples à l'architecture variée dont certains remontent au IXe siècle.

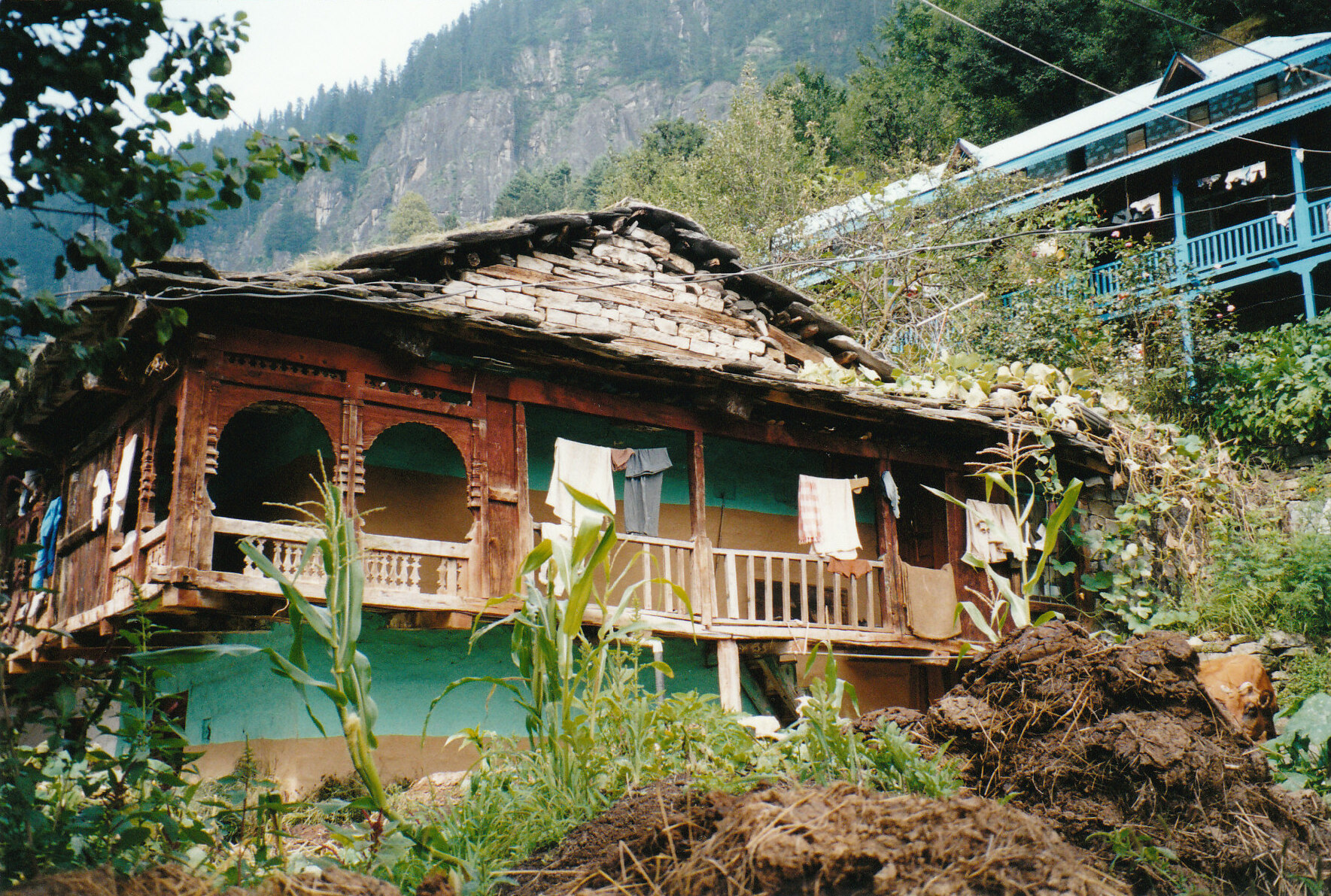
Maison traditionnelle à proximité de Manali

Construits au Xe siècle, les temples monolithes de Maspur (district de Kangra) sont uniques dans l'Himalaya. Le principal d'entre eux est taillé dans un bloc de pierre de 48 mètres sur 31 mètres. Le temple Vaidyanatha à Baijnath (district de Kangra), tout de marbre blanc et de granit, fut construit au IXe siècle. Il est considéré comme le plus beau de tout le Himachal Pradesh. Dans le nord on trouve des édifices à la toiture étagée en pagode, inspirés des temples newars de la vallée de Katmandou. Nombreux sont les petits temples simples dont le toit pentu est en ardoises ou en bardeaux ; leur assise solide contraste avec le décor finement ouvragé.
Les gompas, monastères bouddhistes, des districts du nord-ouest, Kinnaur et Lahaul et Spiti, sont remarquables pour leurs fresques et leurs thangkas. Les plus importants sont ceux de Kardang, Shashur et Tayul proches de Keylong et de Guru Ghantal à proximité de Tandi dans le Lahaul, ainsi que ceux de Tabo, Lalhung et Kungri dans le Spiti.
En moyenne montagne, les maisons de briques ou de pierres ont des balcons de bois et des toits inclinés en lourdes ardoises ou en bardeaux. En haute montagne, les habitations sont plus compactes, le rez-de-chaussée est occupé par le bétail, la famille vit au premier étage, alors que le toit-terrasse sert à faire sécher les récoltes à la fin de l'été.

### Activités de plein air
Les possibilités en matière d'alpinisme et de trekking sont innombrables et attirent de nombreux touristes occidentaux. Il en est de même pour le rafting, le parapente, les raids à cheval ou à moto.
Les sports d'hiver se développent. Solang Nallah, près de Manali, est une station recherchée et une autre station de ski est en projet dans la vallée de Kullu. Cependant la construction de cette infrastructure importante rencontre l'opposition d'une partie de la population craignant des conséquences dommageable sur l'environnement, les ressources naturelles et les modes de vie traditionnels, et tout particulièrement pour les bergers transhumants.
Le tourisme est une activité économique importante. Le gouvernement s'emploie à le développer en investissant dans les infrastructures et la qualité de l'accueil. Conscient de l'immense richesse que constitue son patrimoine naturel, il a mis en place un Département de l'environnement dont le rôle est de soutenir une politique de développement durable.

## Culture populaire
Dans le jeu vidéo Modern Warfare 3, Himachal Pradesh est la localité où est emmené le capitaine "Soap" McTavish après avoir tué le général Shepherd à la fin de Modern Warfare 2 et où Makarov tente en vain d'éliminer la Task Force 141.

## Galerie

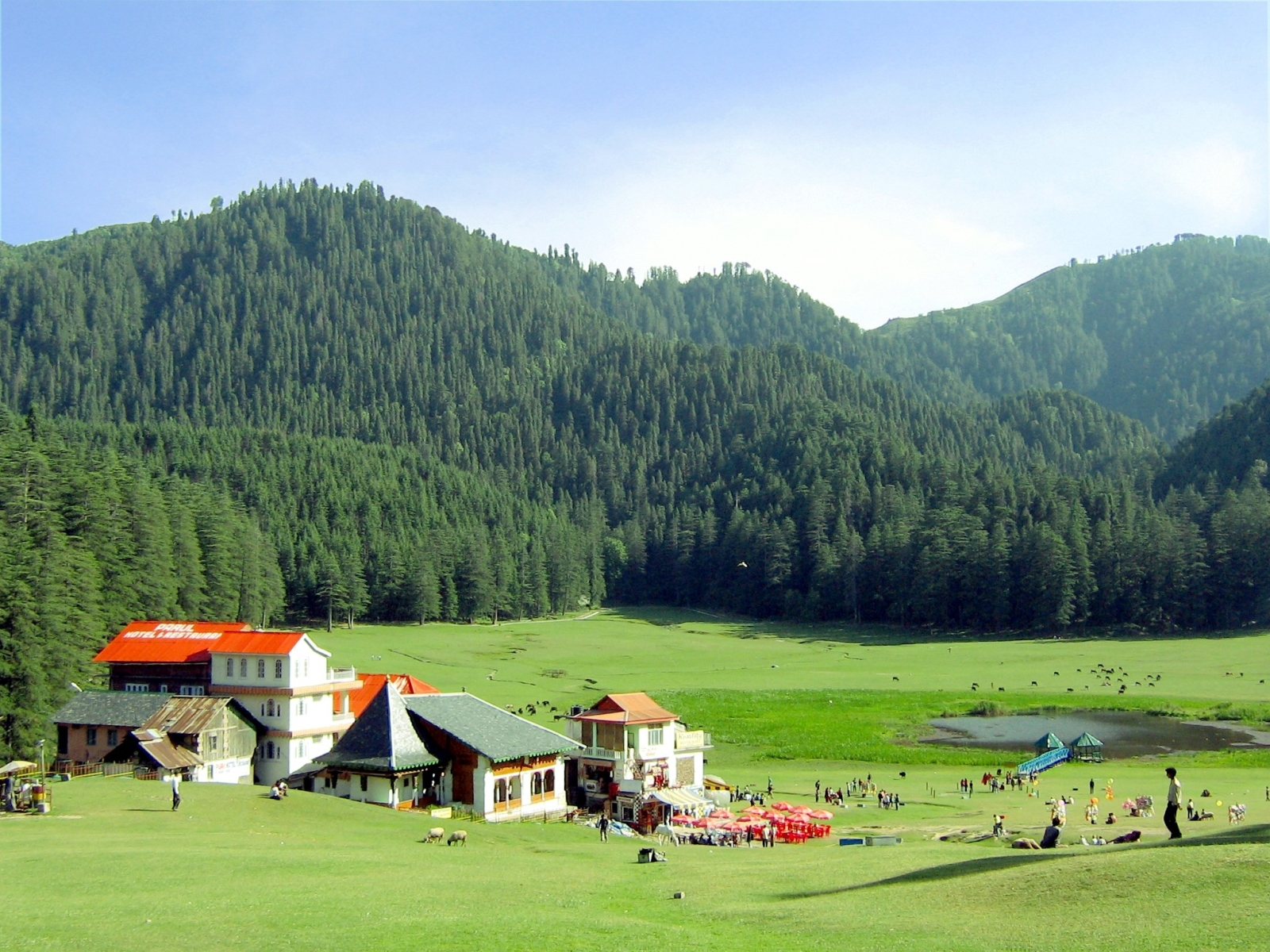
Khajjiar, est surnommé La Suisse de l'Inde.
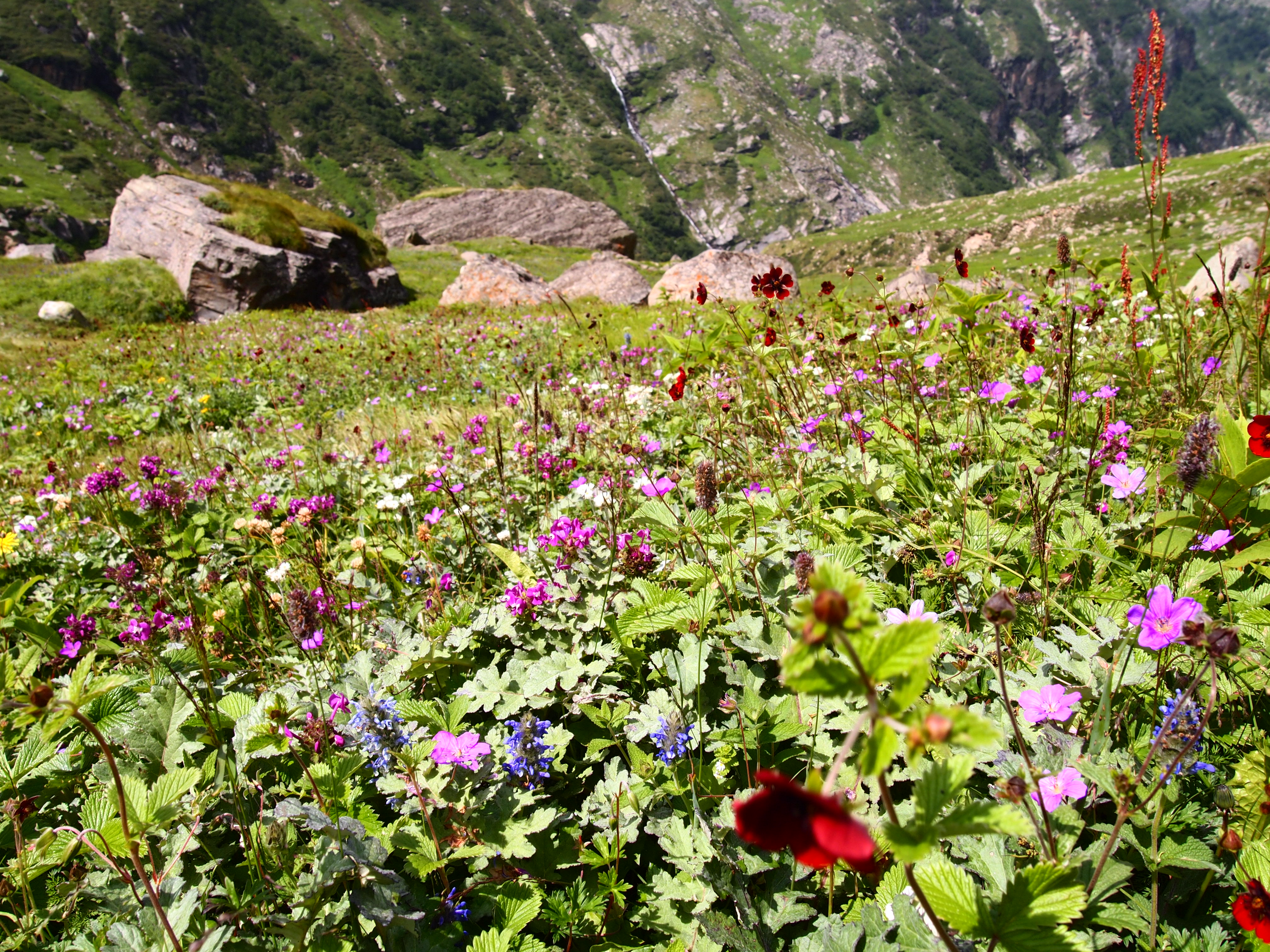
Parc national de Pin Valley.
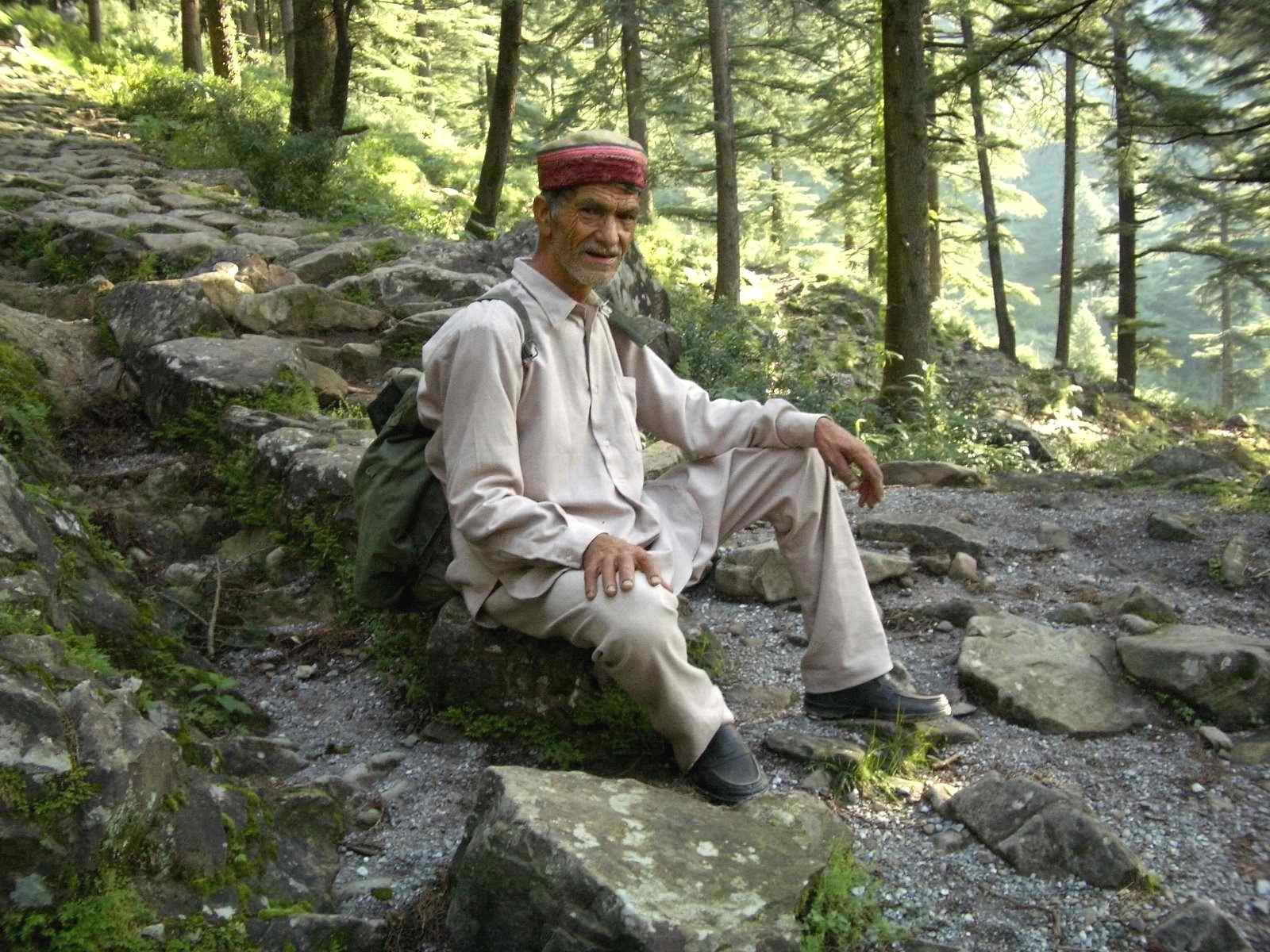
Gaddi se reposant dans une forêt.
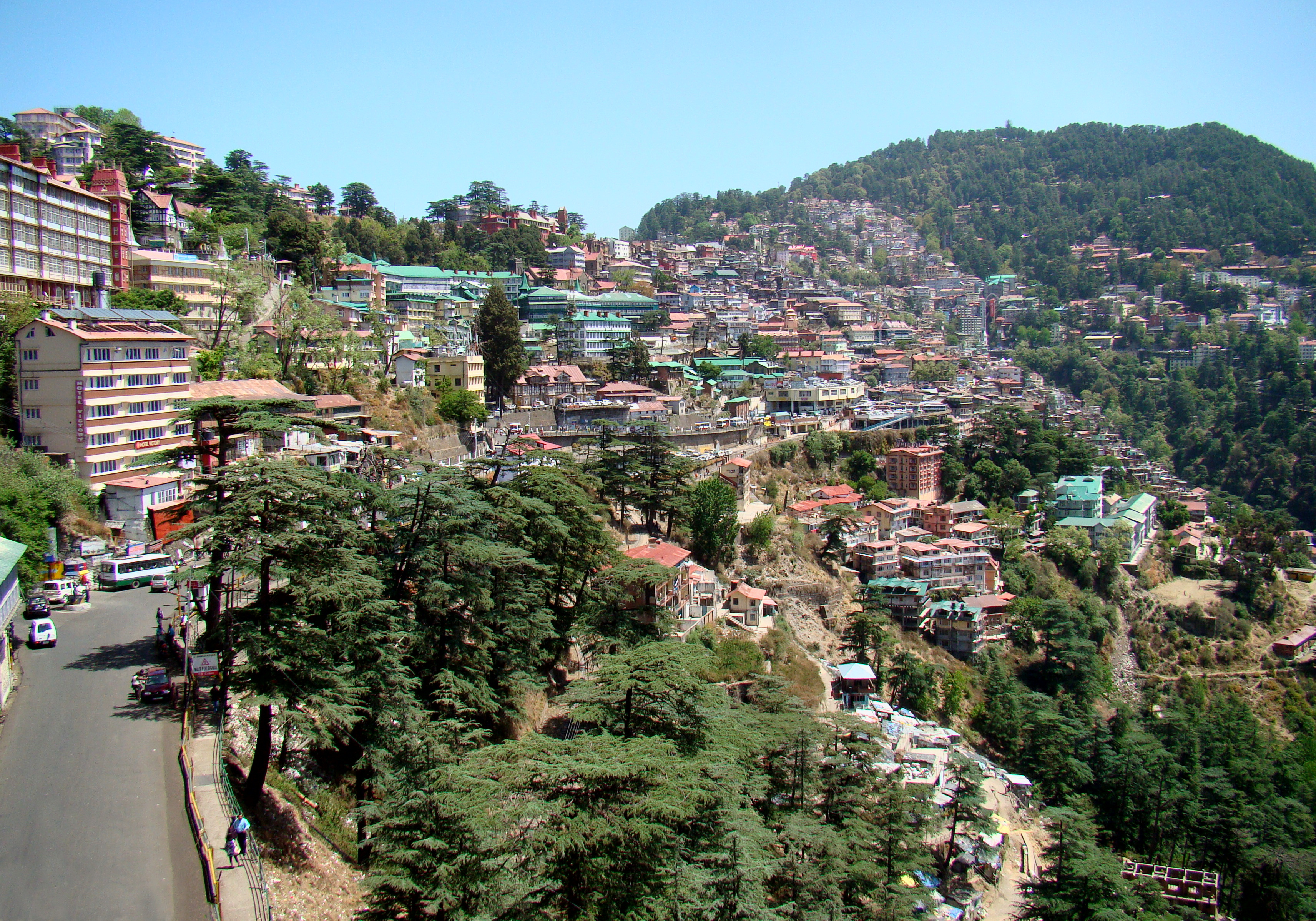
The Ridge, Shimla.
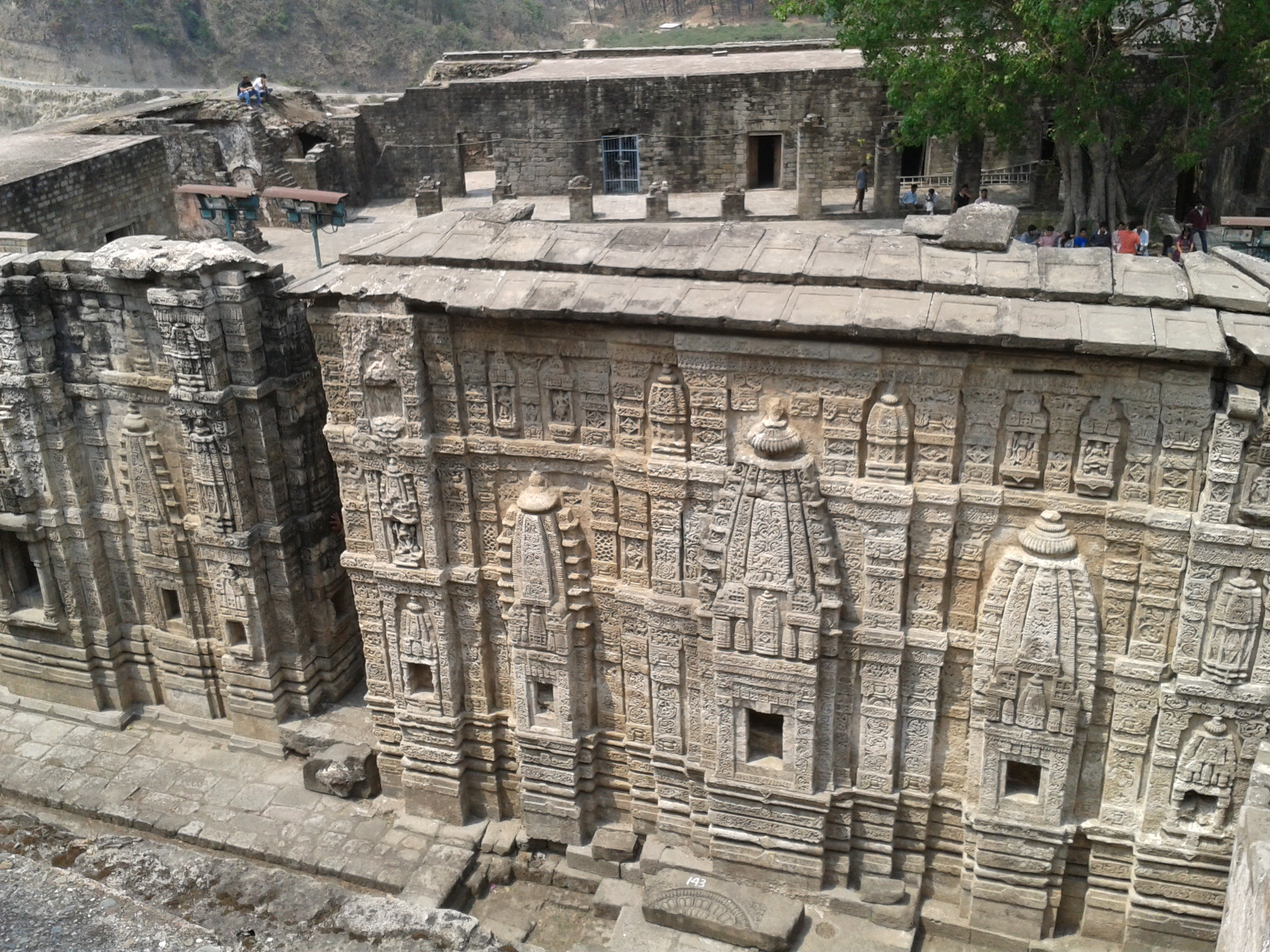
Fort de Kangra.
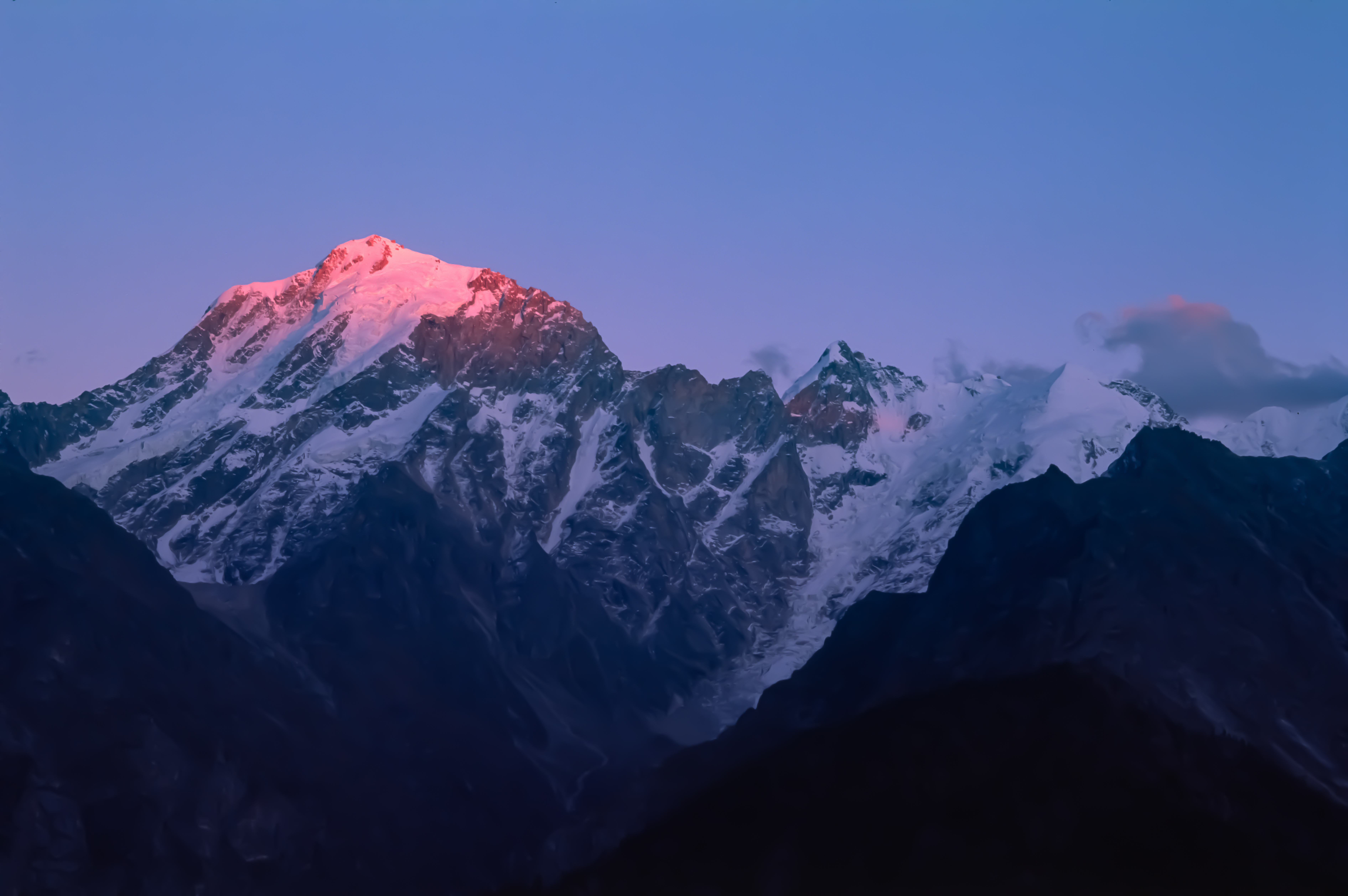
Levé du jour au Kinnaur.
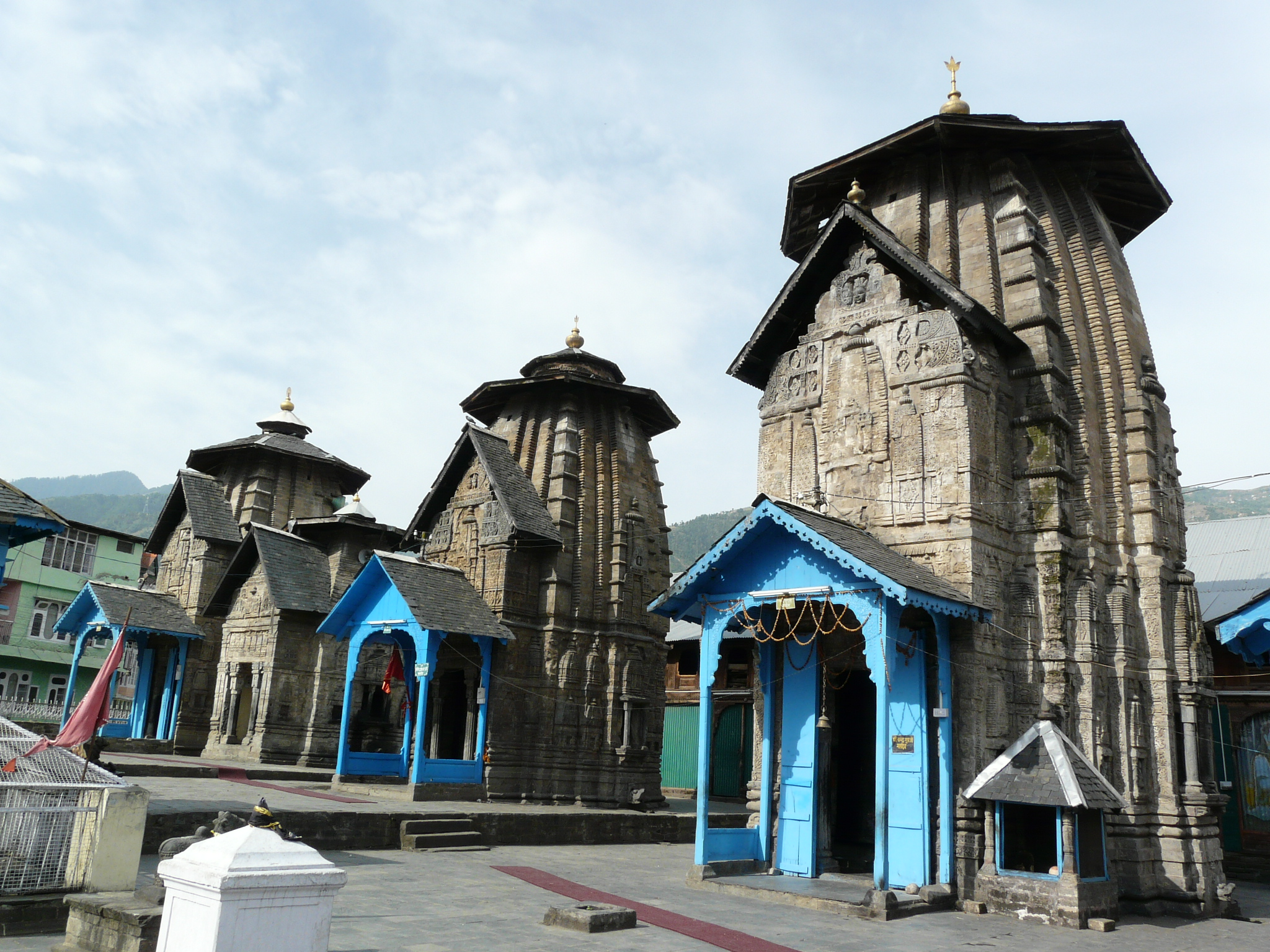
Temples de Lakshminarayan à Chamba.
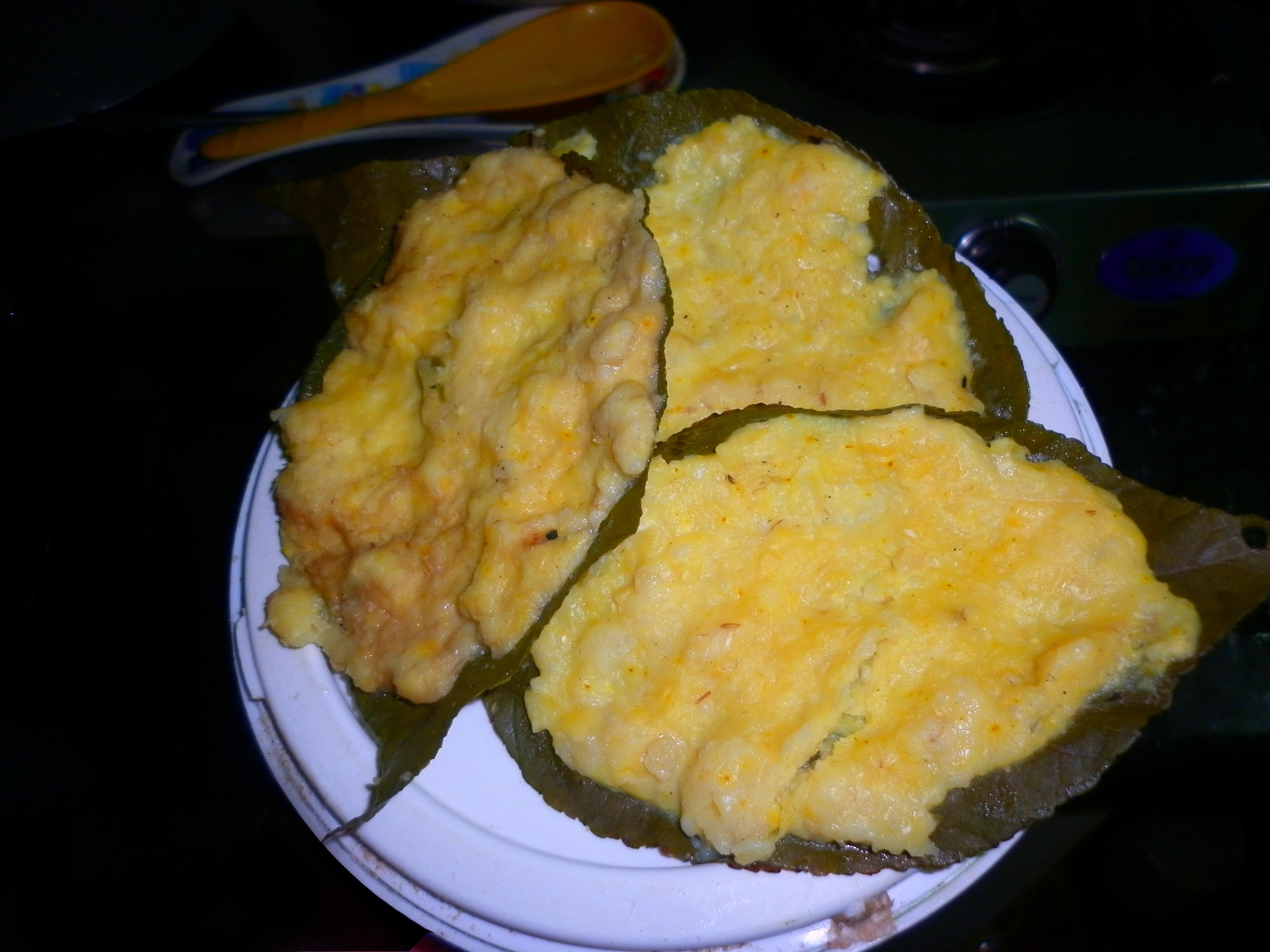
Le Pachole est un mets local.
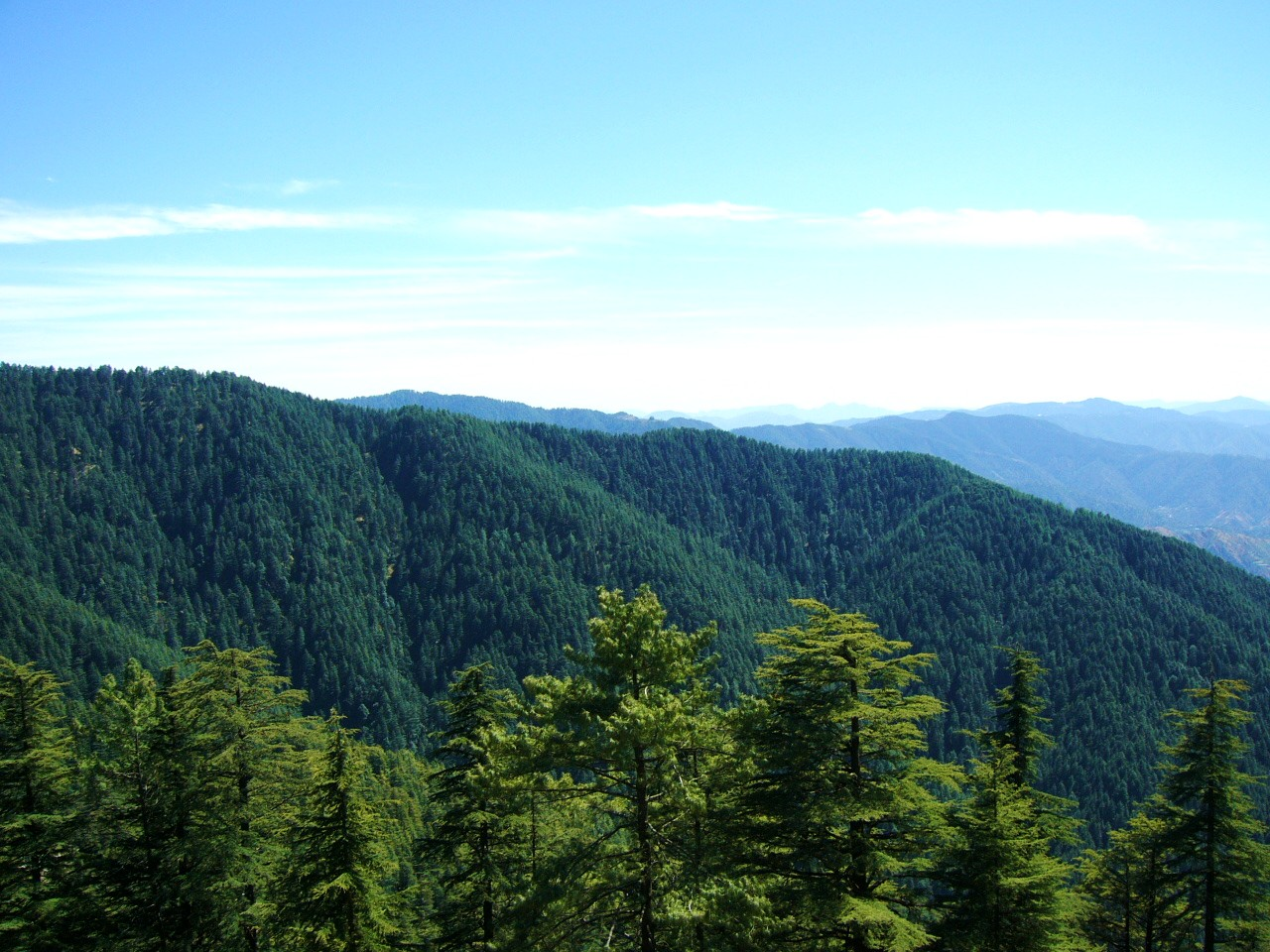
Forêt de cèdres de l'Himalaya et de pins de l'Himalaya.
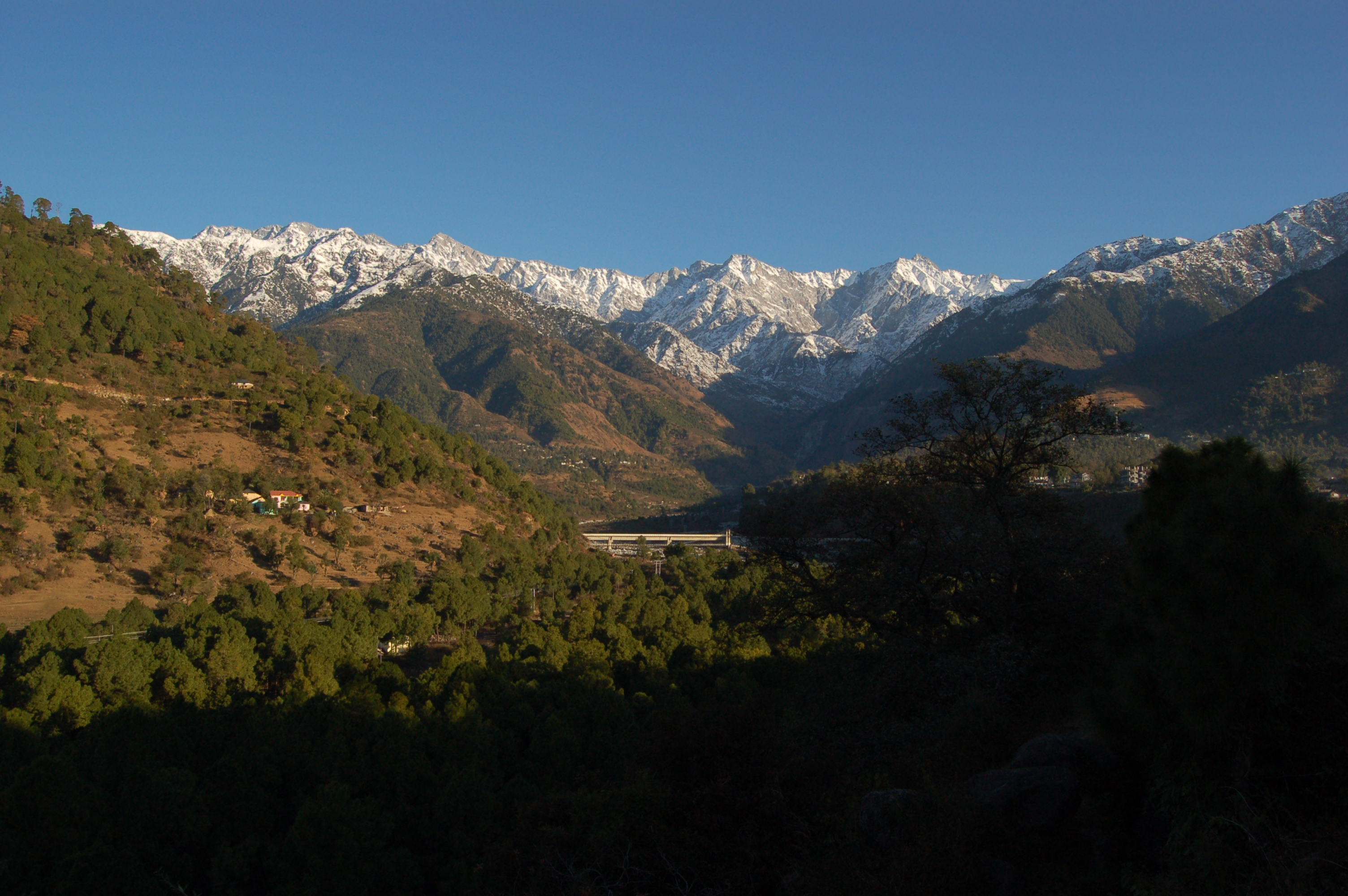
Vue sur Palampur et sa vallée.
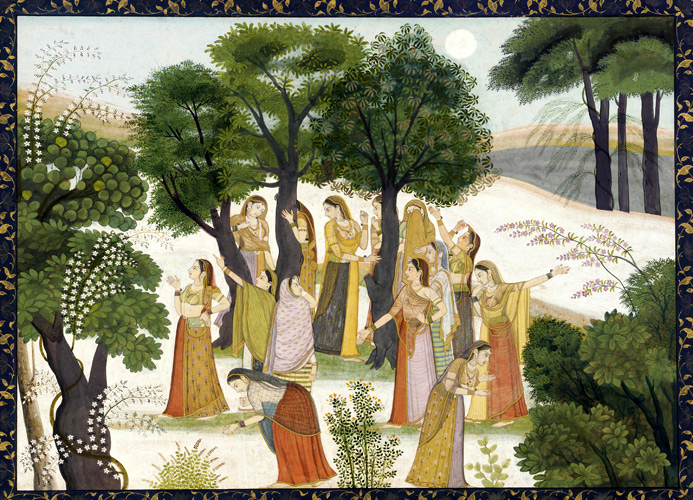
Miniature Pahari (Montagnarde) de l'École de Kangra.
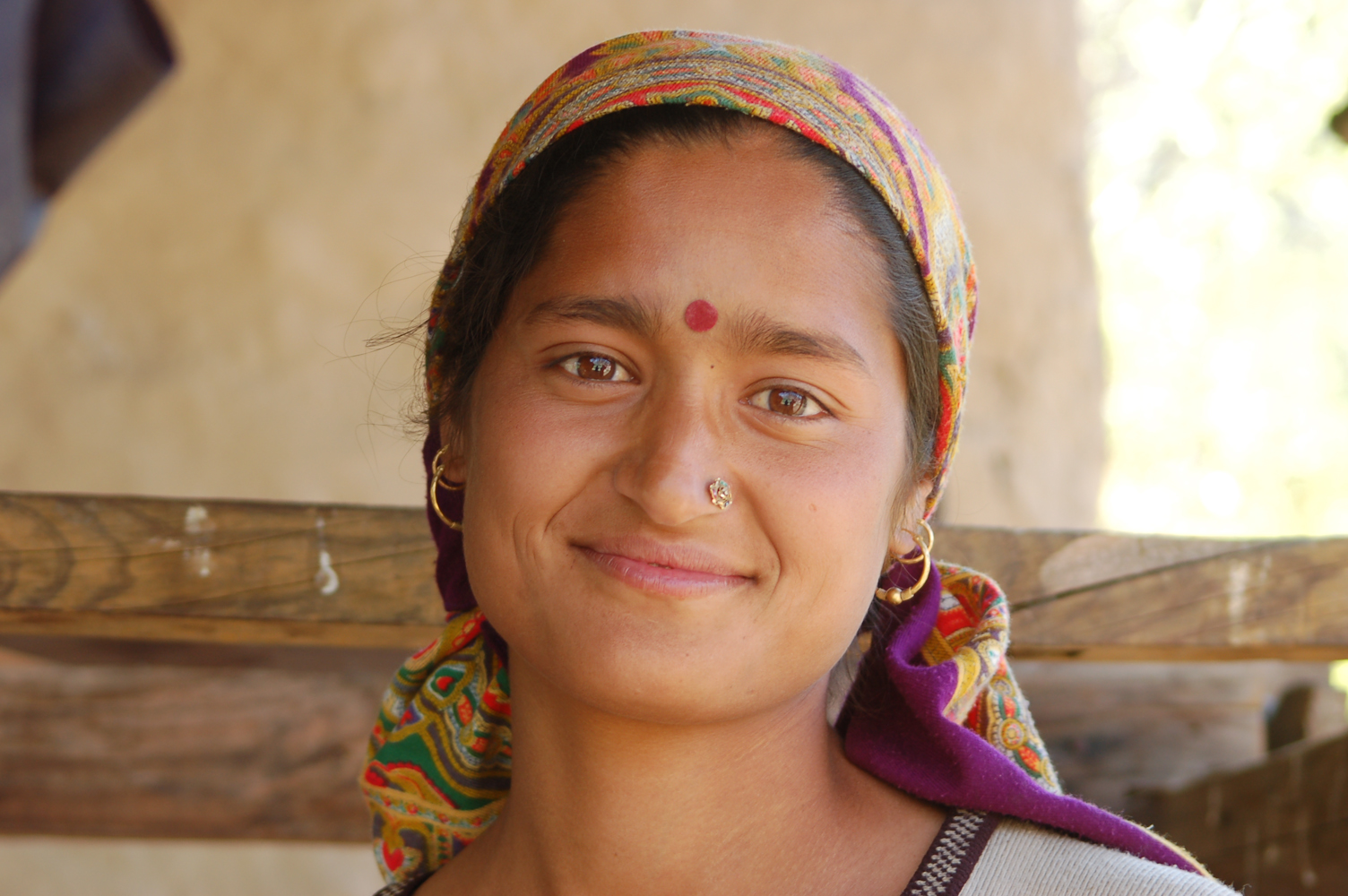
Villageoise en costume traditionnel féminin de la vallée de Kullu.
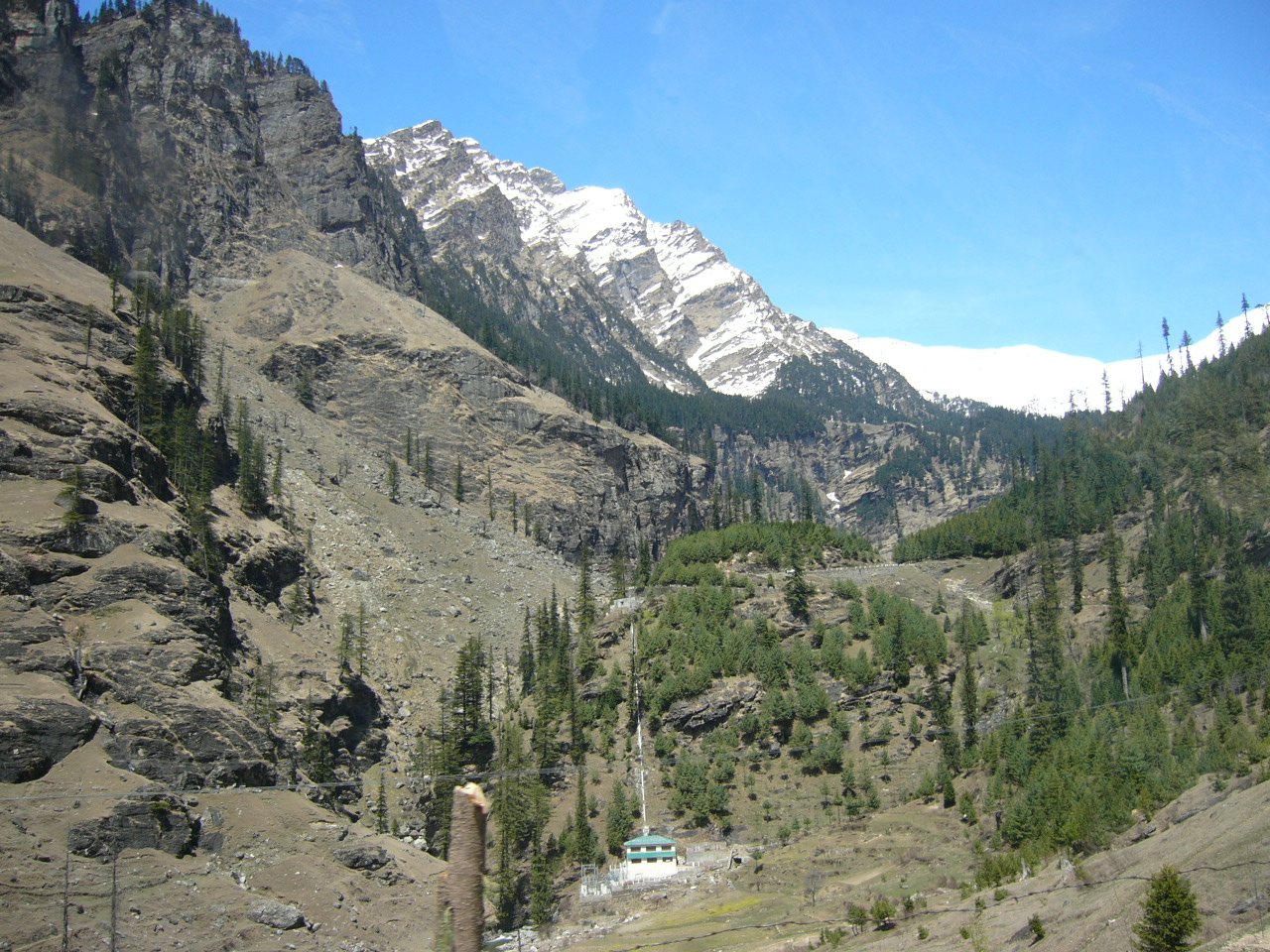
Vallée de Manali.
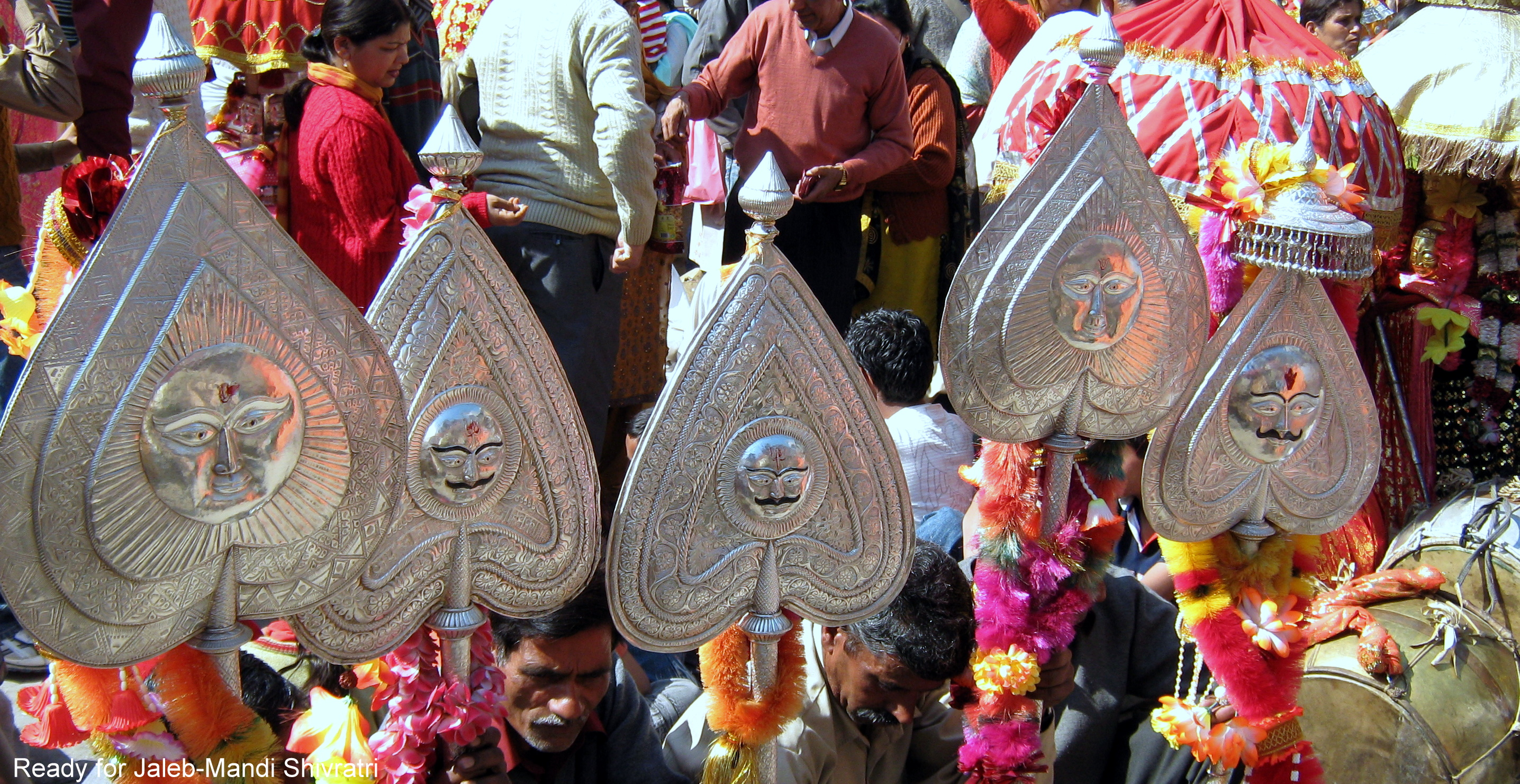
Célébration de Mahashivaratri à Manali.
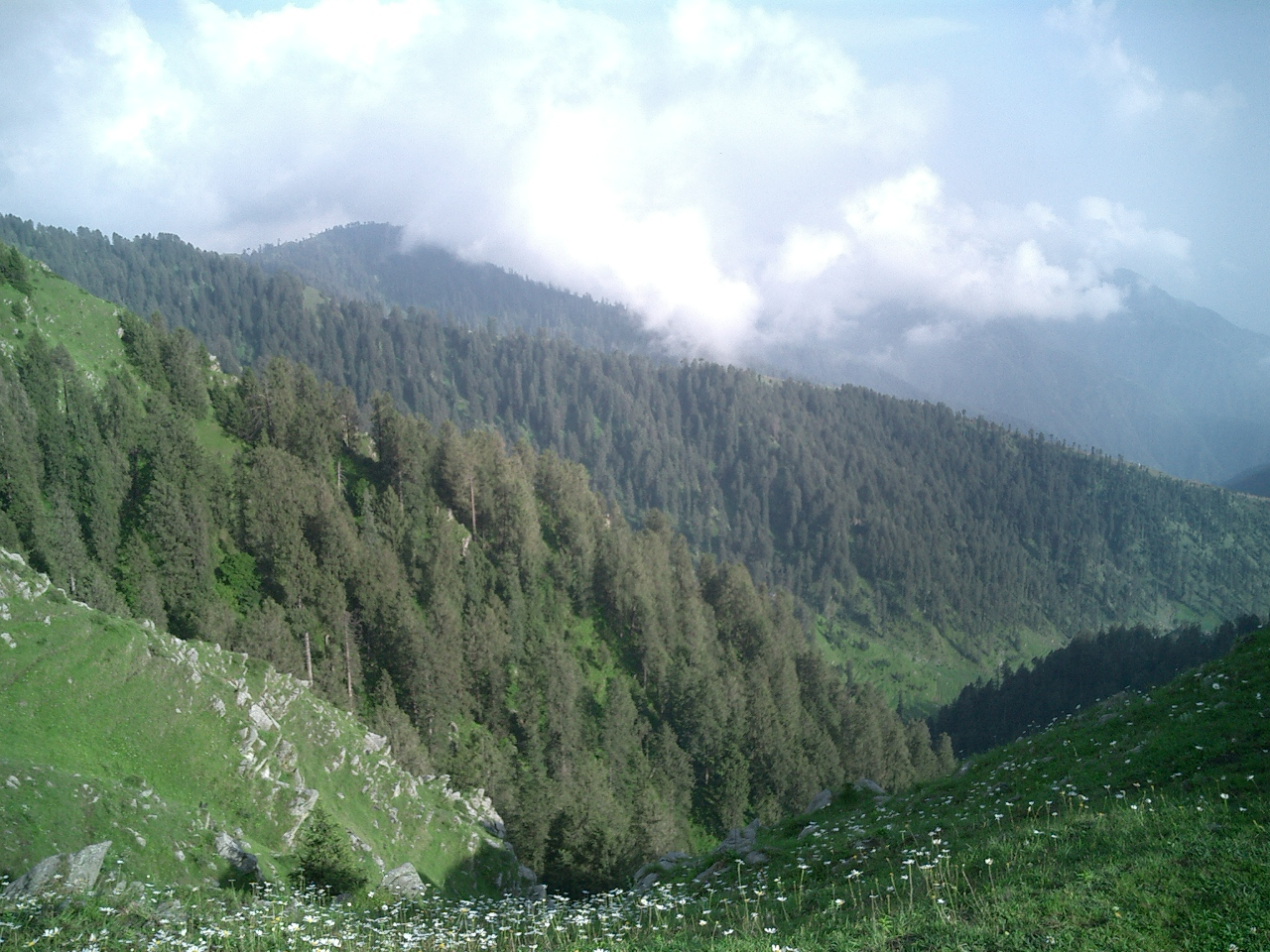
La région de Dalhousie est connue pour la beauté de ses paysages peu fréquentés.
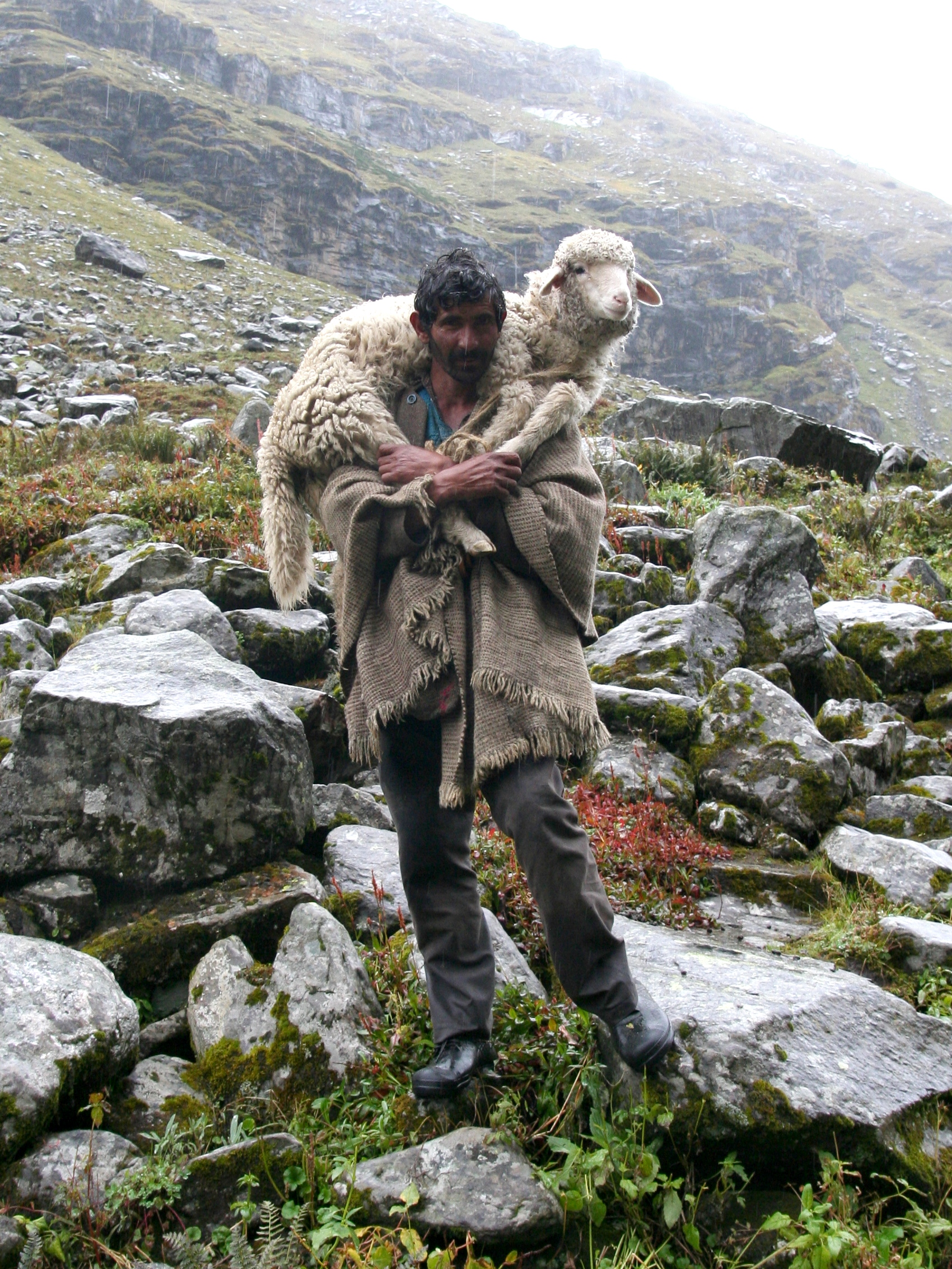
Berger au col de Hampta.
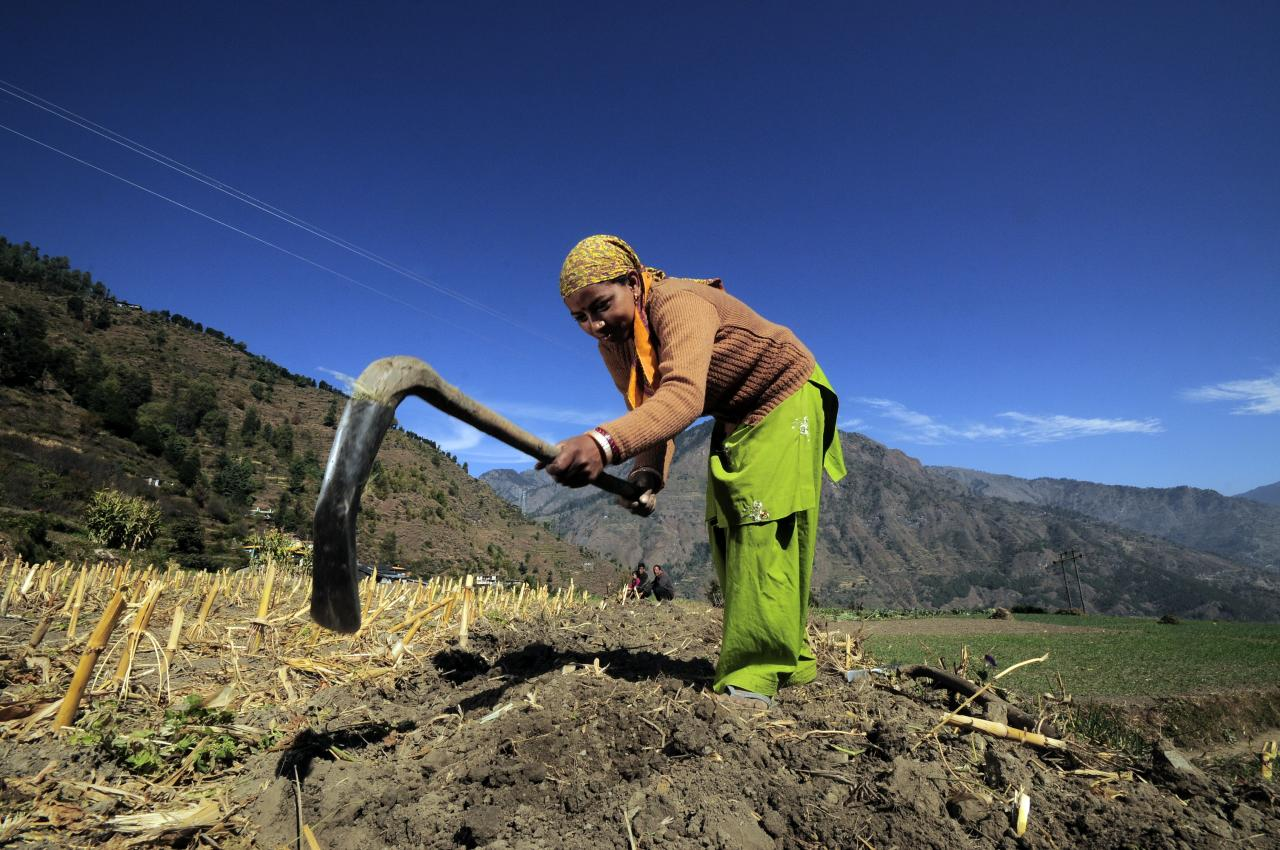
Labourage des champs.
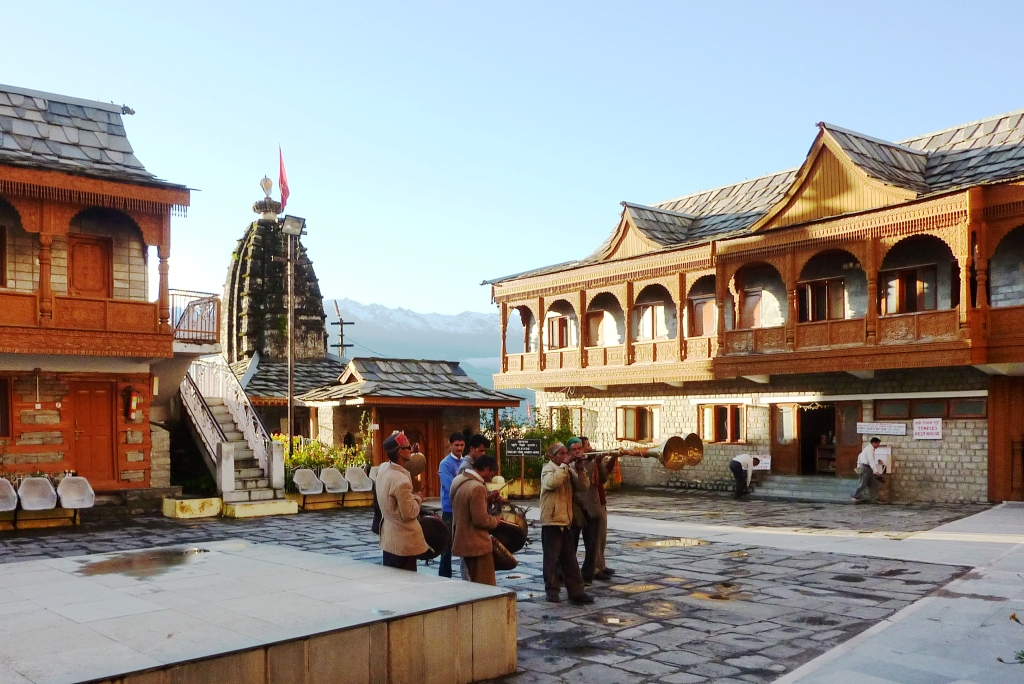
Un Band (groupe de troubadours) sur la place du temple dans le village de Sarahan.